# ウクライナ鉄道
ウクライナ鉄道（ウクライナてつどう）は、ウクライナの国有・国営鉄道会社である。ウクライナの鉄道事業における独占企業となっており、全国に鉄道網を巡らし、隣国との間に国際列車も運行している。国際鉄道連合（UIC）および鉄道国際協力機構に加盟している。

## 概要

### 社名
社名は、ウクライナ語で「ウクライナ鉄道」を意味する略語のウクルザリズヌィーツャ（Укрзалізниця）が正式に用いられる。また、ウクライィーンシキ・ザリズヌィーツィ（Українські Залізниці）という普通表現も公式に使用されている。略称はUZ（УЗ）である。
ウクライナの公用語はウクライナ語のみであるが、国際線の運行もあるウクライナ鉄道では話者の多いロシア語名も公式に使用している。ロシア語名では、ウクライナ語正式名を転写したウクルザリズヌィーツャ（Укрзализныця）や別称を翻訳したウクライーンスキエ・ジェレーズヌィエ・ダローギ（Украинские железные дороги）が使用されている。
一方、正式な英語名は指定されていないが、正式名を転写したUkrzaliznytsiaや別称を翻訳したUkrainian Railwaysが使用されることが多い。
日本では、意訳して「ウクライナ国鉄」と呼ばれることもあるが、ウクライナ語などでの正式名には「国」を表す単語は入っておらず、直訳はあくまでも「ウクライナ鉄道」である。

### 社要
ウクライナ鉄道は、1991年夏のウクライナの独立後、それまでのソ連時代の6つの鉄道会社の路線や機材を受け継いで創立された。国内の都市間を結ぶ郊外列車（ポーイズド）や近郊列車（エレクトルィーチュカ）、そして貨物列車を運行している。その他、企業のための専用線や軍事鉄道、一部の地下鉄も運行している。
鉄道部門の主要資産は22万フリヴニャ（440万USD）となっている。そのうち57%が固定資産であり、流動資産については66.7%を占めると評価されている。

### ウクライナの鉄道史
ウクライナにおける最初の鉄道は、オーストリア帝国領であった西部ウクライナで建設された。最初の鉄道となったのは、1861年に開通したペレームィシュリ・リヴィウ間の路線であった。クリミア戦争が終結すると、ロシア帝国領の東部ウクライナでも1865年にオデッサ・バールタ間の路線が開通した。その後、ロシア帝国領下の路線は、1869年にバルタからクレメンチューク間、1870年にバルタからジュメールィンカ経由でキーウ間が延伸された。また、ロシア本土の路線との連結も進められ、1869年にはクルスク・ハルキウ・タガンローク間が、1870年にはクルスク・コノトープ・キーウ間が開通した。東西ウクライナの鉄道が連結されたのは1871年で、ヴォロチーシク経由でリヴィウ・ジュメールィンカ間が連結された。東西ウクライナの鉄道網の連結に併せて、中部ウクライナの鉄道網との連結も実現した。

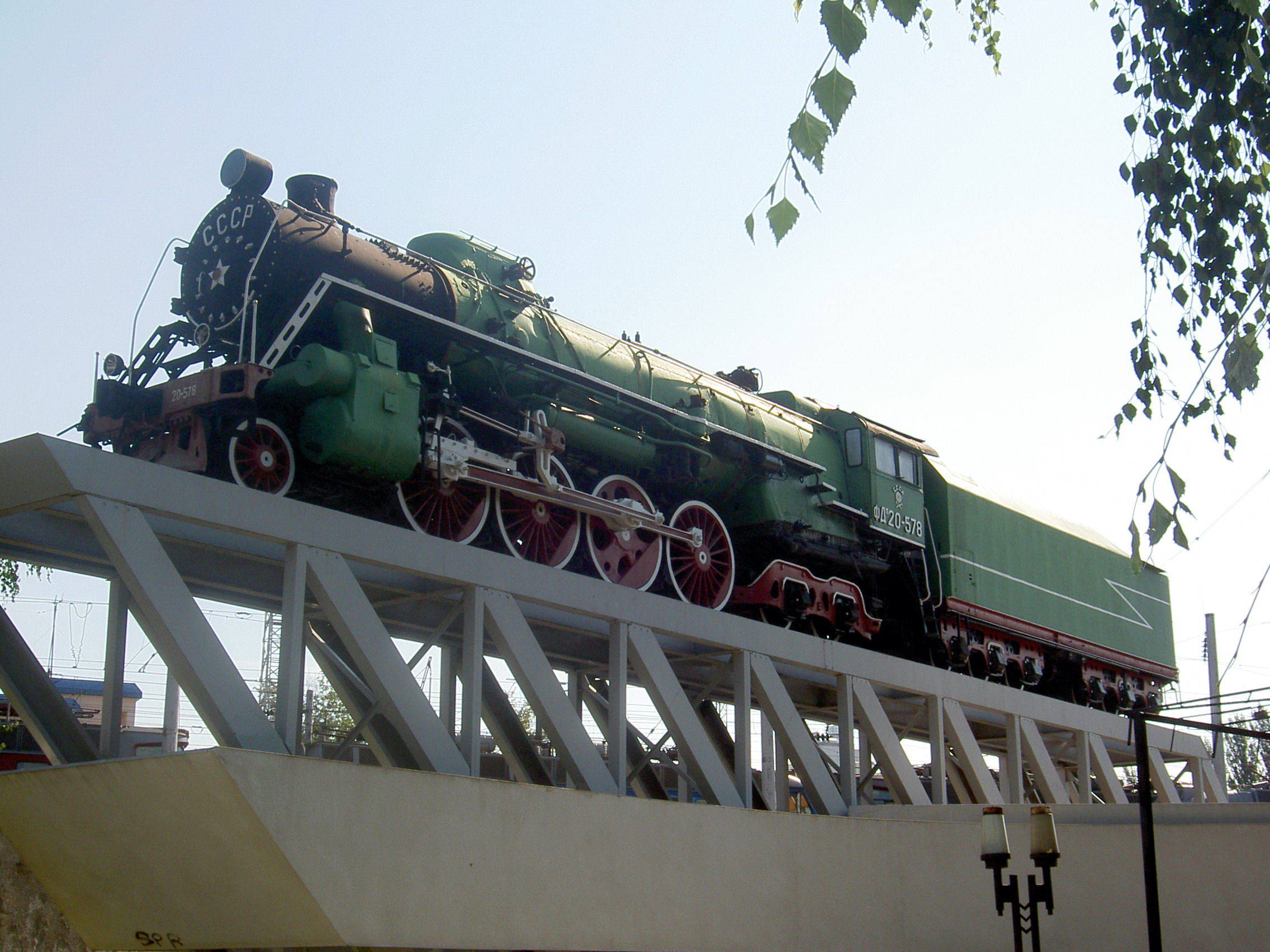
キーウで記念碑になっているソ連時代のФД^{П}型蒸気機関車

19世紀末までにウクライナの鉄道網はほぼ完成した。その構成はキーウや他のウクライナの中心的都市にではなく、支配国の中心都市（ウィーンおよびモスクワ）に向かっており、この時代のウクライナにおける帝国＝植民地主義的支配を物語るものであった。
ロシア革命後、一部の鉄道路線が廃止され新しい路線区分に組み替えられるなどの改変が行われた。ロシア内戦の時期、またウクライナ・ソヴィエト戦争やポーランド・ソヴィエト戦争では、ウクライナの鉄道は大きな被害を受けた。鉄道網の発達していたウクライナでは装甲列車が有効に使用されたが、同時に軍事的に重要な戦略拠点と看做された各地の大駅では、クルートィ駅の戦いやキエフ＝ヴォルィーンシクィイ駅の戦いのような激しい戦闘が行われ、鉄道機能が破壊された。ソ連の結成後はインフラの再建や新しい車両の製造などが積極的に行われ、ウクライナの鉄道はかつての機能を取り戻したが、それもまた大祖国戦争で破壊された。

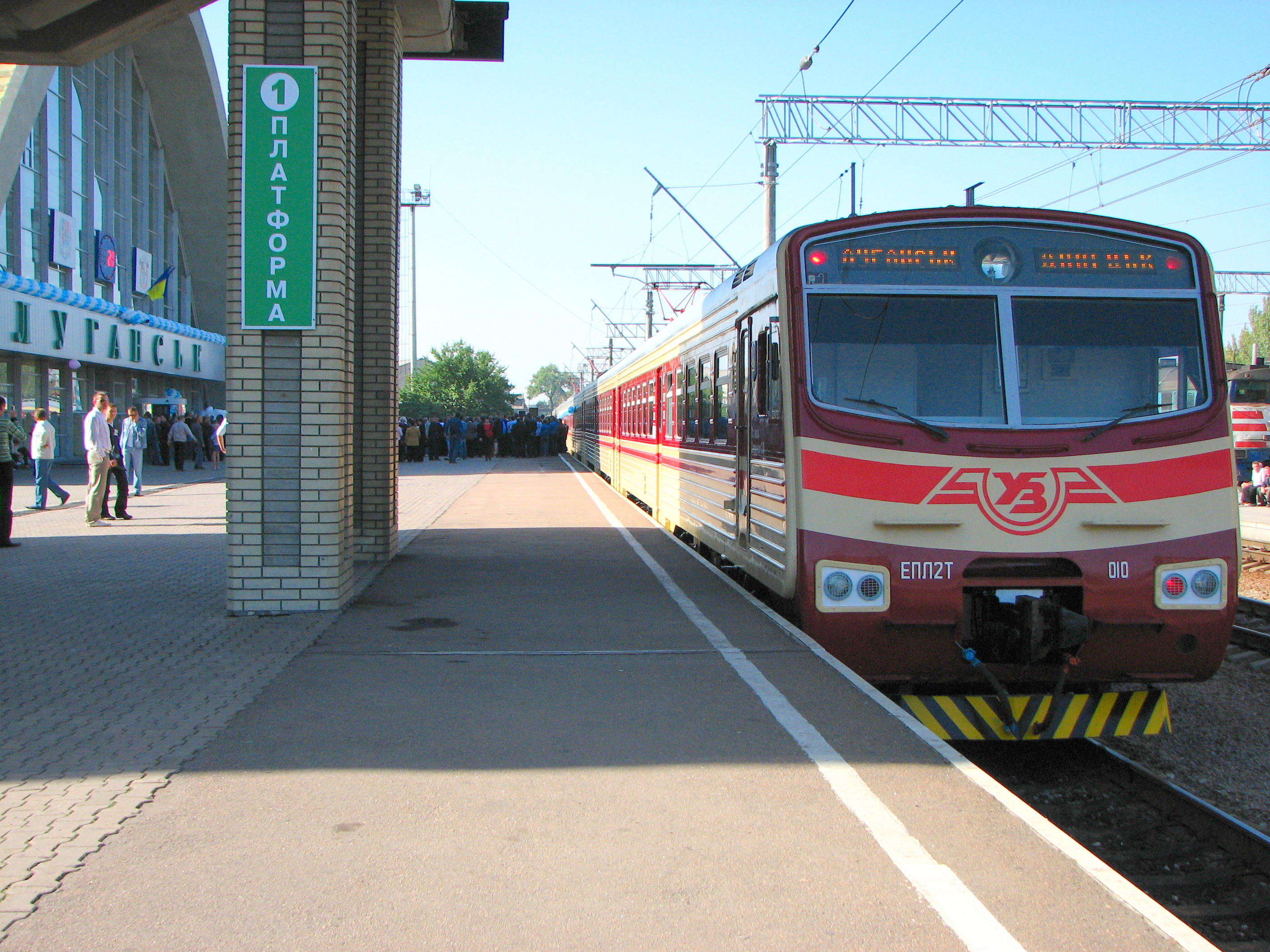
ルハンシク駅に停車するルハンシクテプロヴォーズ製ЕПЛ9Т型電車使用の近郊電車（エレクトルィーチュカ）

戦後、クリミア半島がウクライナ共和国に組み入れられた。ウクライナにはハルキウ輸送機械製造工場（現V・O・マールィシェウ記念工場）やルハンシク・ディーゼル機関車製造工場（現ルハンシクテプロヴォーズ）のようないくつかの重要な鉄道車両工場が置かれ、主に蒸気機関車、のちディーゼル機関車が開発・製造された。また、ルハンシクテプロヴォーズでは近郊電車（エレクトルィーチュカ）として使用される電車の開発・製造にも力を入れている。
1991年8月24日にウクライナが独立すると、9月18日の国会の勧告によりウクライナの6鉄道の社長の下で6社のグループ化の検討が開始された。11月1日までにすべての課題に対する回答が出され、ウクライナの鉄道財産はひとつに統合されることとなった。1991年12月14日の内閣第356号政令「ウクライナの鉄道輸送の国家機関の設立について（ウクライナ語: Про створення Державної адміністрації залізничного транспорту України）」により、国営会社ウクライナ鉄道が設立された。初代の社長にはボルィース・オルィーイヌィクが就任した。1992年2月12日には、内閣政令第70号にてウクライナ鉄道に関する最初の法的規定がなされた。ウクライナ憲法の制定に関連し、1996年7月4日には国会で「鉄道輸送法（ウクライナ語: Закон України "Про залізничний транспорт"）」が採択された。

### 旅客輸送
ウクライナの鉄道における最も重要な旅客幹線は、キーウ・ファースチウ・コズャートィン・ズドルブニウ・リヴィウ線、コズャートィン・ジュメールィンカ・オデッサ線、キーウ・コノトープ・ショーストカ線、キーウ・ポルタヴァ・ハルキウ・デバーリツェヴェ線、ファースチウ・スミーラ・ドニプロペトロウシク線、クルィヴィーイ・リーフ・ドニプロペトロウシク・ドネツィク線、ハルキウ・ドニプロペトロウシク・ザポリージャ・シンフェローポリ・セヴァストーポリ線、リヴィウ・ムカーチェヴェ・チョープ線などである。

### 貨物輸送

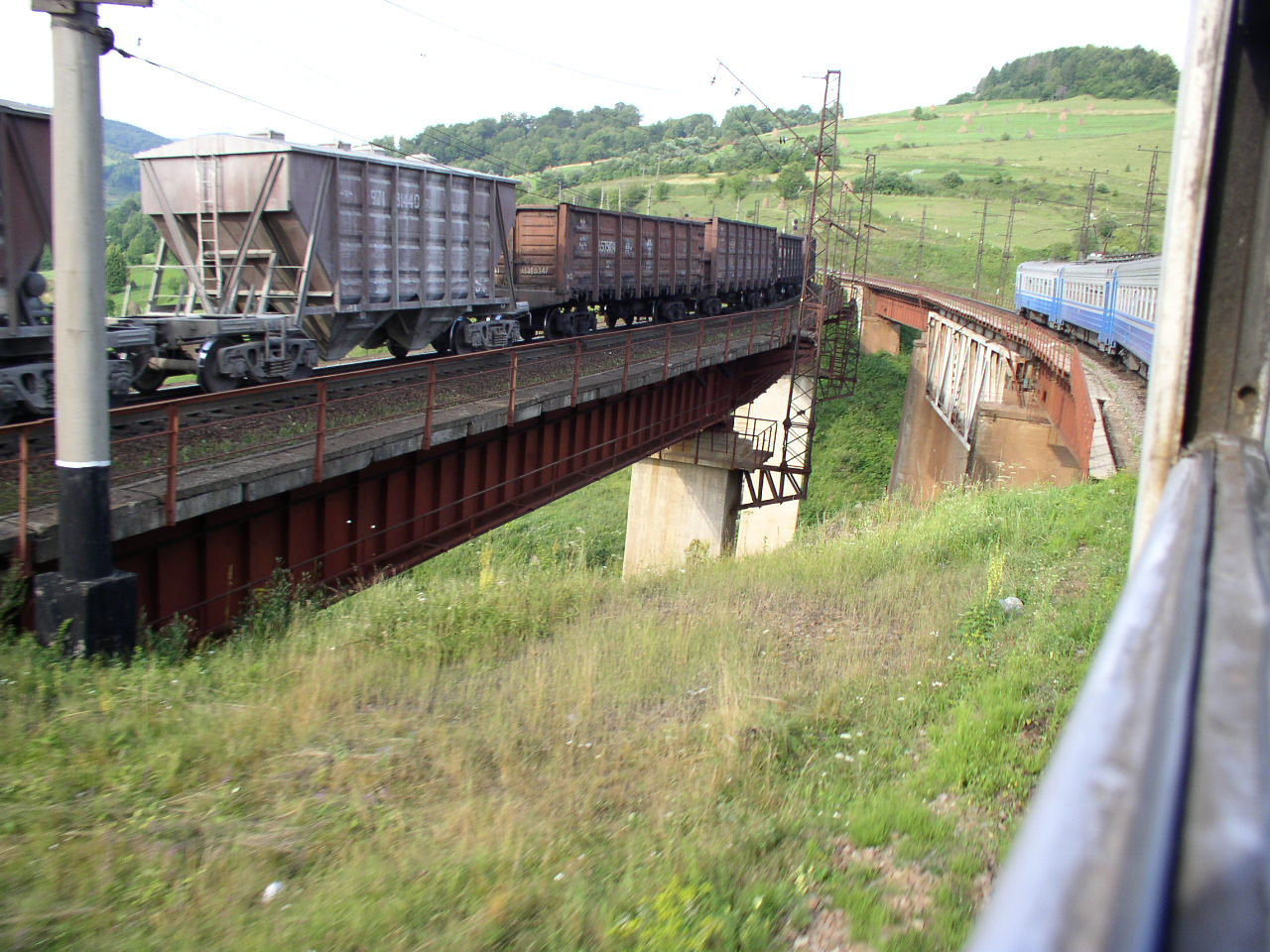
カーミヤンカ＝ブージカ・スコーレ・ヴォロヴェーツィ間を走る貨物列車と旅客列車

貨物輸送の主要品目となっているのは、石炭、鉱石、鉄などの天然資源である。このような様々な鉱物と石油が貨物輸送では重要な地位を占めている。
これらの輸送物資は、主に4つの輸送経路で運ばれている。最大の貨物路線はクルィヴィーイ・リーフ・ドニプロペトロウシク・デバーリツェヴェ線、クルィヴィーイ・リーフ・ファースチウ・リヴィウ線である。また、オデッサ、ベルジャーンシク、マリウーポリといった黒海から世界に繋がる港へも貨物路線が直結している。
また、ウクライナの鉄鉱石は年間産出量（2008年実績、約7,300万トン）の2割近くが、ウクライナ鉄道から鉄道企業体カーゴ・スロバキアを経て輸出されている。

### 子供鉄道
ウクライナでは、ソ連時代より8歳から15歳の子供向けに鉄道員となるための特別の教育を受けさせるための専用鉄道を運行してきた。それが子供鉄道（ウクライナ語: дитяча залізниця）と呼ばれる750 mmの狭軌鉄道で、2007年末時で9つの子供鉄道が運用されている。
現在運行されている子供鉄道
ドニプロペトロウシク子供鉄道
ザポリージャ子供鉄道
キーウ子供鉄道
ルーツィク子供鉄道
リヴィウ子供鉄道
リーヴネ子供鉄道
ウージュホロド子供鉄道
ハルキウ子供鉄道
現在運行が停止している子供鉄道
アルチェーウシク子供鉄道
ブリャーンカ子供鉄道
イェウパトーリヤ子供鉄道
コノトープ子供鉄道
マキイフカ子供鉄道
メリトーポリ子供鉄道
オデッサ子供鉄道

### 現代
1994年時点での営業キロは、軌間1,524 mm区間が23,350 km、1,435 mmの標準軌区間が201 km、広軌区間は9,000 kmが電化されており（3 kVの直流区間と25 kVの交流区間がある）、標準軌区間はすべてが電化されている。その後もいくつかの路線で電化が進められている。
2014年のウクライナ紛争では、クリミア半島や東部州がロシアの影響圏となったほか、2022年ロシアのウクライナ侵攻では、国内の広い範囲で直接的な武力攻撃を受けた。
ウクライナ国内で使用されるレールは、マリウポリで製造されてきたが、製鉄所がロシア軍により破壊、占領されたため調達が困難になった。2024年5月、これを補うために国際協力機構が間に入る形で、日本からウクライナに対して長さ190キロメートル分のレールが供与された。

## 周辺諸国との接続
ウクライナ鉄道は、周辺7か国の鉄道と連結している。そのうち、旧ソビエト連邦構成共和国であったベラルーシ、モルドヴァ、ロシア連邦の鉄道とは同じ軌間であるが、他の4か国とは異なっており、直通列車運行の課題となっている。そのうち、ポーランドへは軌間変更用の路線が使用されている。
ウクライナ鉄道の連結する各国の鉄道
軌間1,524 mmの鉄道
ベラルーシ鉄道（ベラルーシ）
モルドヴァ鉄道（モルドヴァ）
ロシア鉄道（ロシア連邦）
鉄道企業体カーゴ・スロバキア（スロバキア）
※路線はスロバキア国鉄。東部スロバキアに2路線、総延長99km
軌間1,435 mmの鉄道
鉄道企業体カーゴ・スロバキア（スロバキア） ※路線はスロバキア国鉄。
ハンガリー国鉄（ハンガリー）
ポーランド国鉄（ポーランド）
ルーマニア鉄道（ルーマニア）

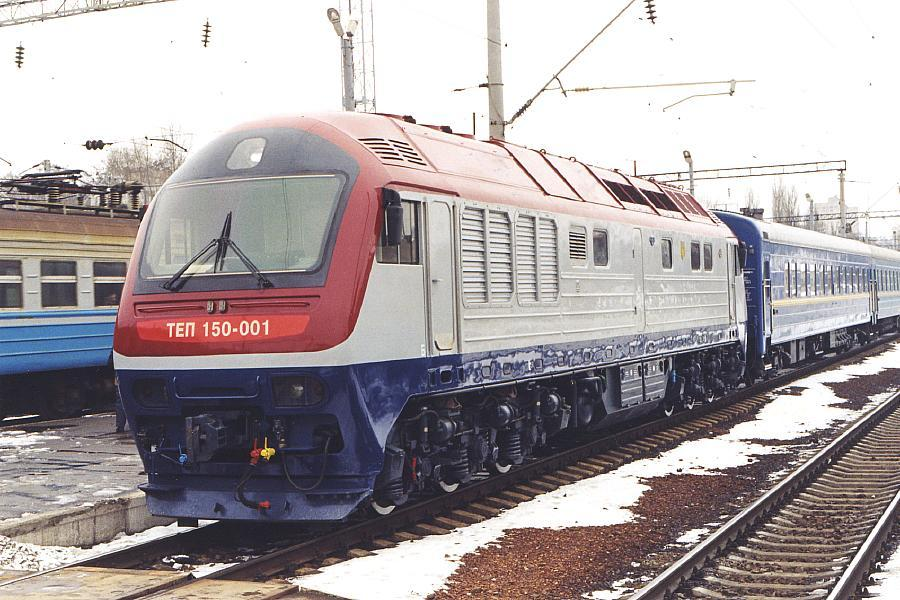
キエフ＝モスクワ駅に停車中の旅客列車の先頭に立つ新型のТЕП150型旅客用ディーゼル機関車

現在、ウクライナの鉄道にとって最重要課題となっているのは、こうした周辺国鉄道との連結である。つまり、ポーランド、スロヴァキア、ハンガリー、ルーマニアといった周辺国では1,435 mmの標準軌が主流となっているが、ウクライナ鉄道の軌間は1,524 mmであり、そうしたヨーロッパの鉄道と直結するには国内の軌間を狭めなければならない。現在、ウクライナと周辺各国との国境では、列車の越境に際しては機関車の交換と客車・貨車の台車の交換が行われている。これにより、特に所要時間の観点において列車輸送の利点が大きく損なわれている。ウクライナ全国の軌間を狭めるのは非現実的な課題であり、この問題の解決のため、ポーランドとの国境ではSUW2000というフリーゲージ客車が導入されている。しかし、その運用は1路線に留まっている。
この他、老朽化した鉄道設備の更新も必須の課題となっている。一部の駅は、政府や外国の支援により補修・近代化工事を完了しているが、少数に留まっている。また、長距離列車は航空機より運賃が断然安いこともあり広い乗客層から一定の需要があるが、その高速化が課題となっている。キーウ・モスクワ間の国際夜行列車には、従来の運行列車より大幅に所要時間を短縮した高速列車が導入され人気を博しているが、1日1往復に留まっている。この他、高速運行用の機関車や130 km/h運転に対応する通勤型電車も開発・導入されている。しかしながら、ウクライナ鉄道で運行されている列車の多くはソ連時代の古い低速な車両であり、整備はよくされているものの、経年数からして車両の老朽化は否めない。

## 構成
ウクライナ鉄道は、以下の6つの鉄道会社によって構成されている。これらの会社は、ウクライナ全国へ鉄道網を張り巡らせている。
ドネツィク鉄道（ウクライナ語: Донецька залізниця）
本社ドネツィク。ドネツィク州、ルハンシク州、ドニプロペトロウシク州やザポリージャ州、ハルキウ州の一部を管轄とする。総延長2,927.6 km。
リヴィウ鉄道（ウクライナ語: Львівська залізниця）
本社リヴィウ。いわゆる西ウクライナ、カルパト・プルィカルパッチャ・ヴォルィーニ地方の7州(リヴィウ州、ヴォルィーニ州、リーヴネ州、テルノーピリ州、イヴァーノ＝フランキーウシク州、チェルニウツィー州、ザカルパッチャ州)を管轄とする。1991年の時点での総延長4,521 km。
オデッサ鉄道（ウクライナ語: Одеська залізниця）
本社オデッサ。オデッサ州、ムィコラーイウ州、ヘルソン州、チェルカースィ州、キロヴォフラード州、ヴィーンヌィツャ州の一部を管轄とする。
南鉄道（ウクライナ語: Південна залізниця）
本社ハルキウ。ハルキウ州を中心とする。総延長4,000 km。
南西鉄道（ウクライナ語: Південно-Західна залізниця）
本社キーウ。キーウ州、ヴィーンヌィツャ州、フメリニツキー州、チェルニーヒウ州を管轄とする。使用中の総延長4,668 km。
沿ドニプロー鉄道（ウクライナ語: Придніпровська залізниця）
本社ドニプロペトロウシク。ドニプロペトロウシク州、ザポリージャ州、クリミア自治共和国を管轄とする。

## 路線

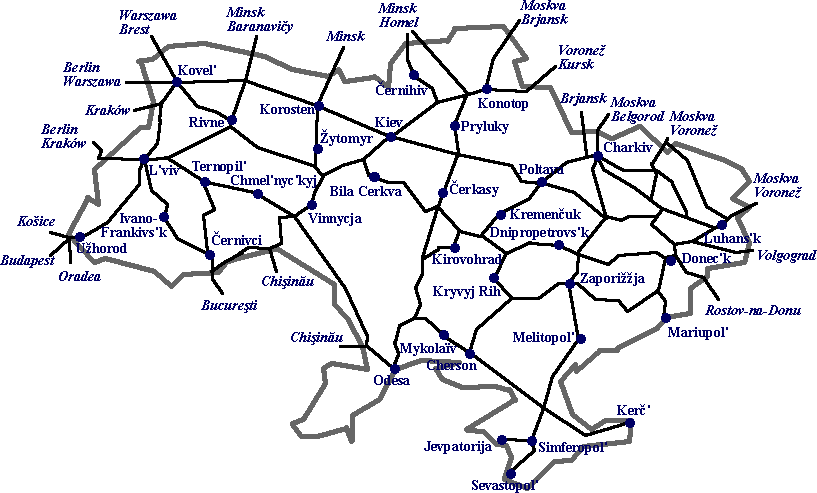
路線略図(ISO方式ラテン文字表記)

1983年のフランスにおける鉄道密度は1,000 kmに65 kmであったが、ウクライナにおいては1,000 kmに38 kmであった。最も鉄道網の発達しているのはドンバスを中心とする南東部で、西部でもまたよく発展している。鉄道総延長は22,300 kmで、そのうち37 %に相当する9,169 kmは電化されており、35 %にあたる8,000 kmは複線以上の区間となっている。
- 主要幹線総延長 - 22,300 km
- 全区間総延長 - 30,300 km
- 電化区間 - 9,169 km[6]

なお、統計によればウクライナの鉄道総延長は日本の23,168 kmに次ぐ22,473 kmで、世界第13位となっている。

## 駅
発展した駅施設を伴った中心的な鉄道中継点には、キーウ、リヴィウ、ハルキウ、ドニプロペトロウシク、ファースチウ、デバーリツェヴェ、ジュメールィンカ、スミーラなどがある。
- 分岐駅 - 27
- 鉄道駅 - 1,684
- ターミナル駅 - 126[6]

### 主な駅

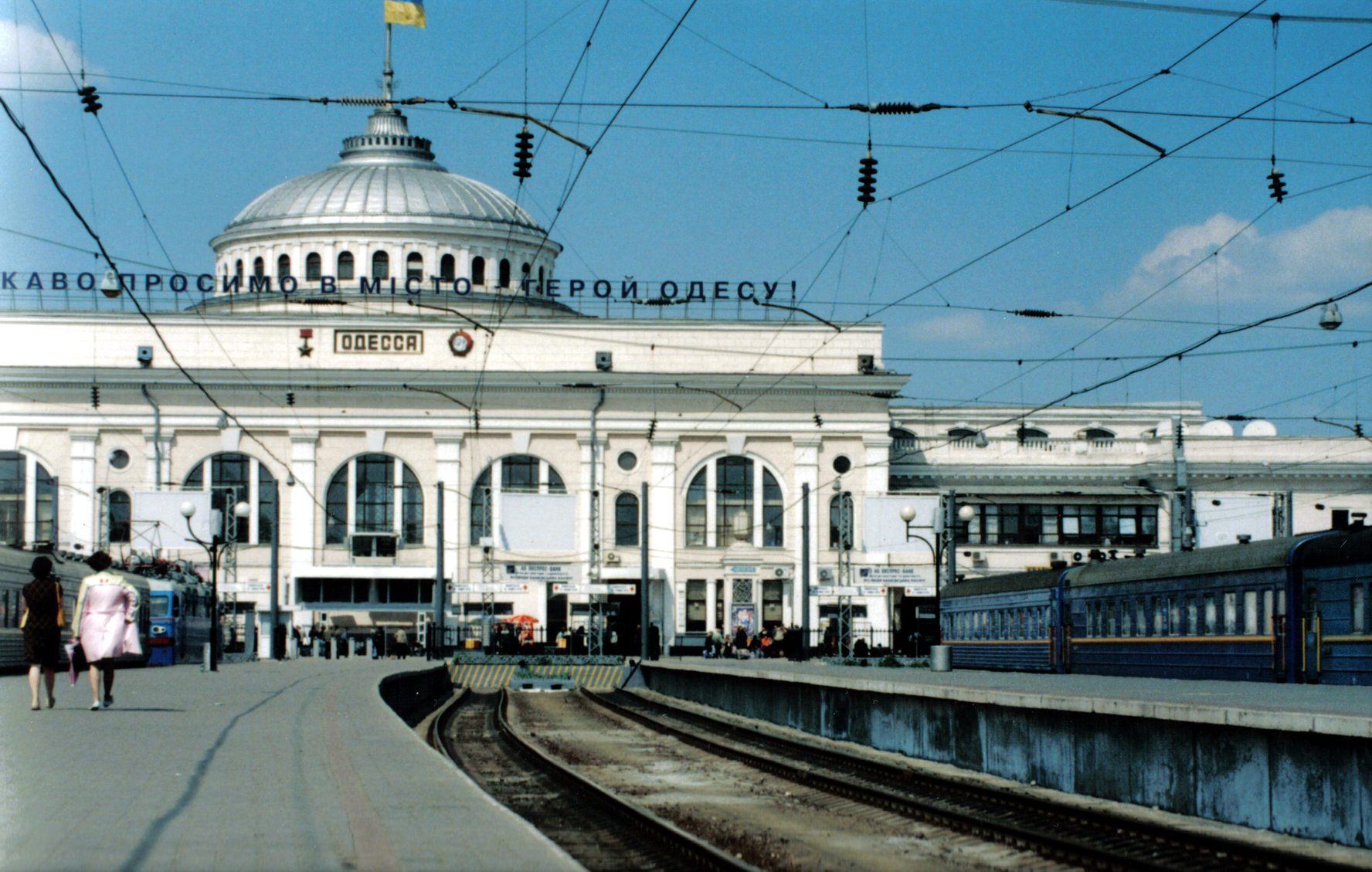
南の玄関口オデッサ駅

| 都市名                 | 駅名                           |
| ---------------------- | ------------------------------ |
| キーウ                 | キーウ旅客駅                   |
| キーウ                 | キーウ南駅                     |
| キーウ                 | キーウ＝ヴォルィーンシクィイ駅 |
| チェルニーヒウ         | チェルニーヒウ駅               |
| ジトーミル             | ジトーミル駅                   |
| ヴィーンヌィツャ       | ヴィーンヌィツャ駅             |
| フメリニツキー         | フメリニツキー駅               |
| ジュメールィンカ       | ジュメールィンカ駅             |
| ショーストカ           | ショーストカ駅                 |
| コノトープ             | コノトープ駅                   |
| ビーラ・ツェールクヴァ | ビーラ・ツェールクヴァ駅       |
| コーロステニ           | コーロステニ駅                 |
| ファースチウ           | ファースチウ駅                 |
| スラヴートィチ         | スラヴートィチ駅               |

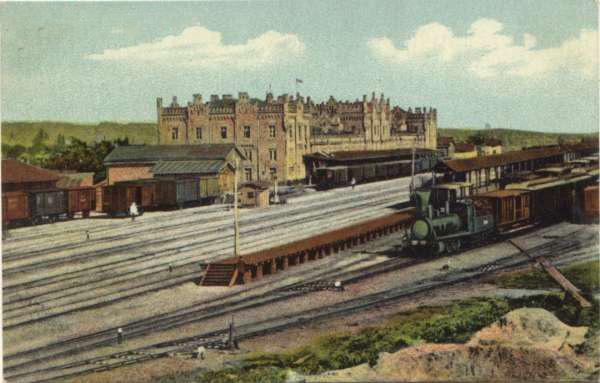
19世紀当時のキーウ旅客駅の風景
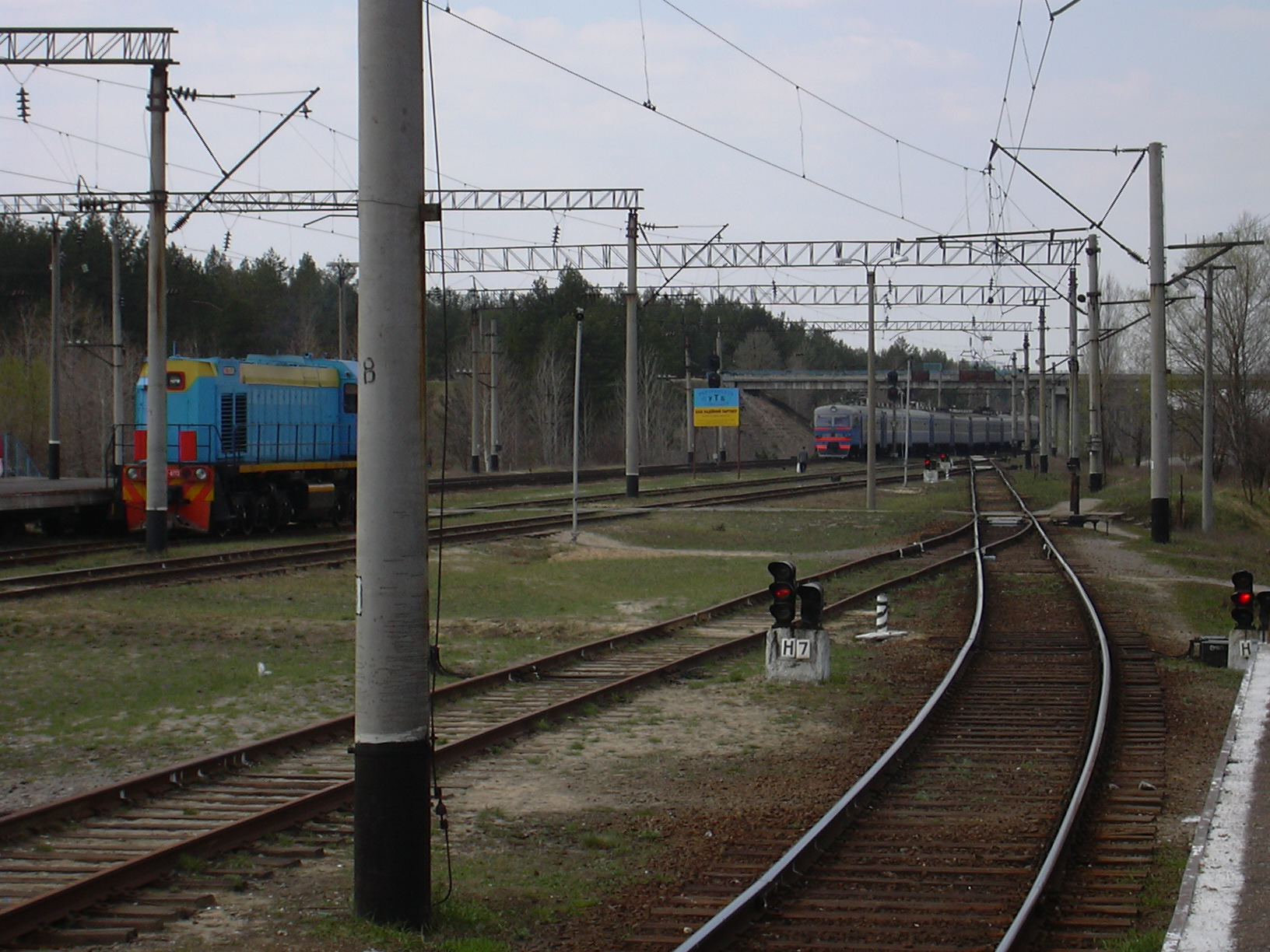
チェルノブイリ原子力発電所事故の際、その撤収作業に当たった作業員の利用したスラヴートィチ駅

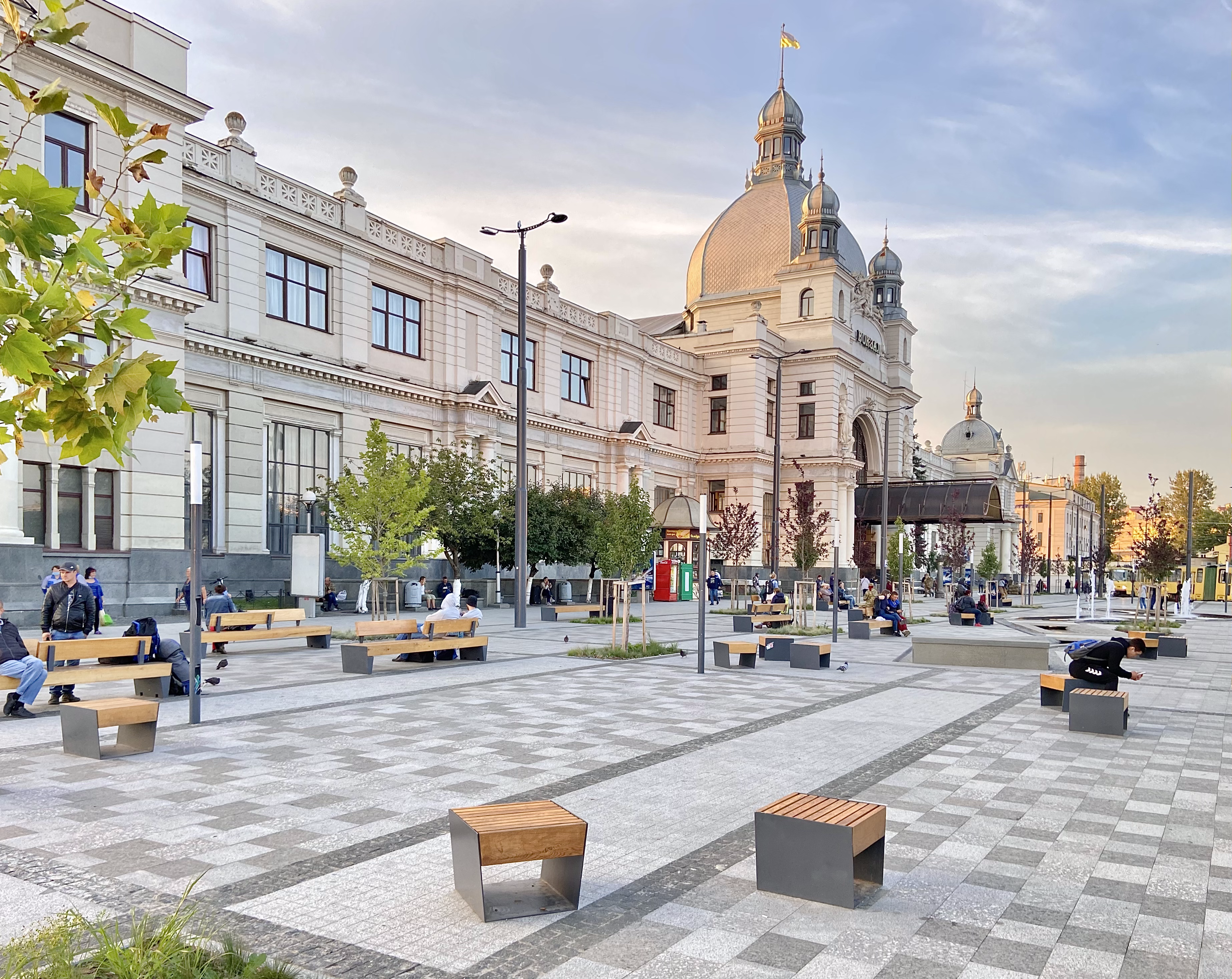
西の玄関口リヴィウ駅
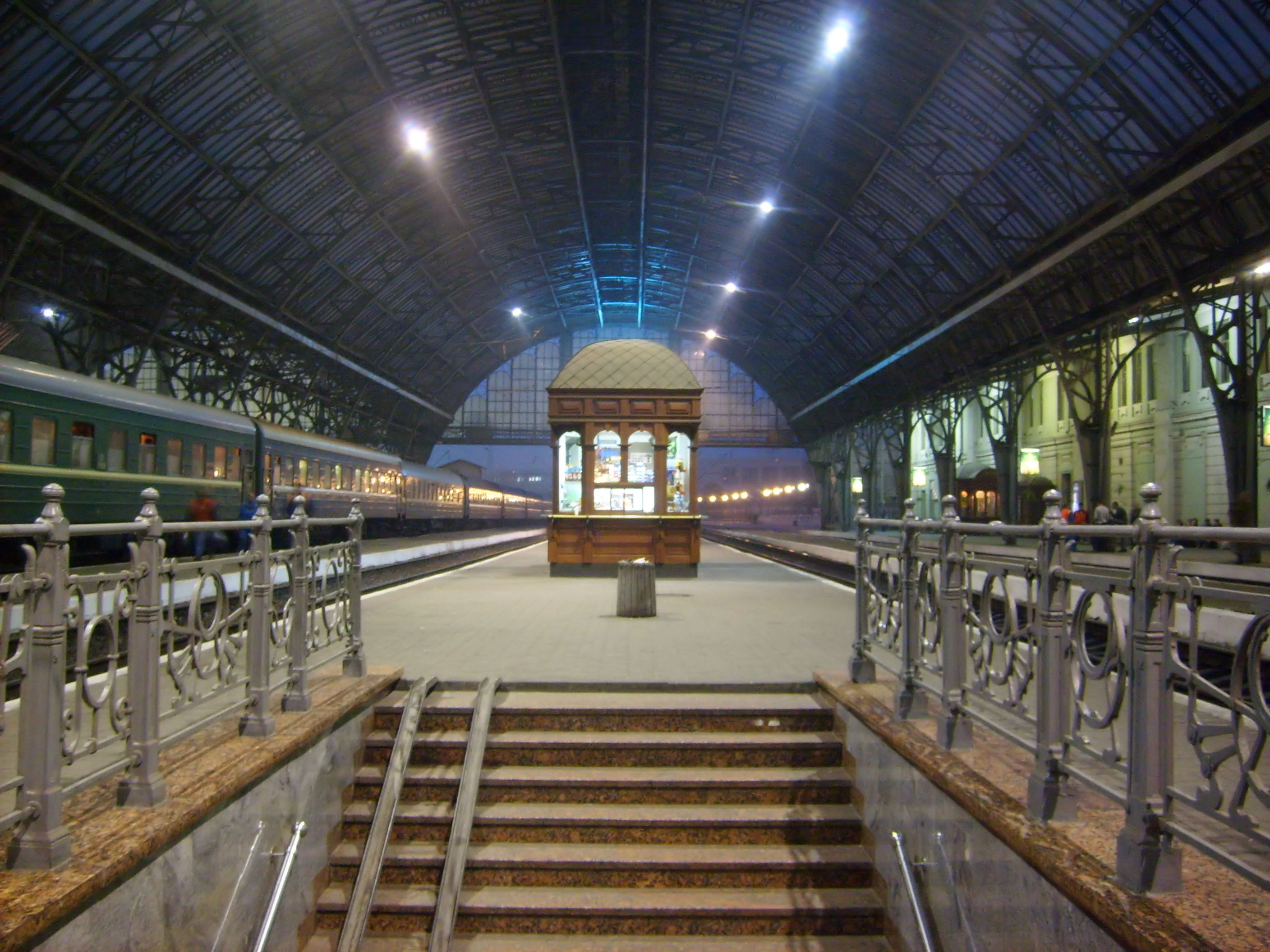
リヴィウ駅内部
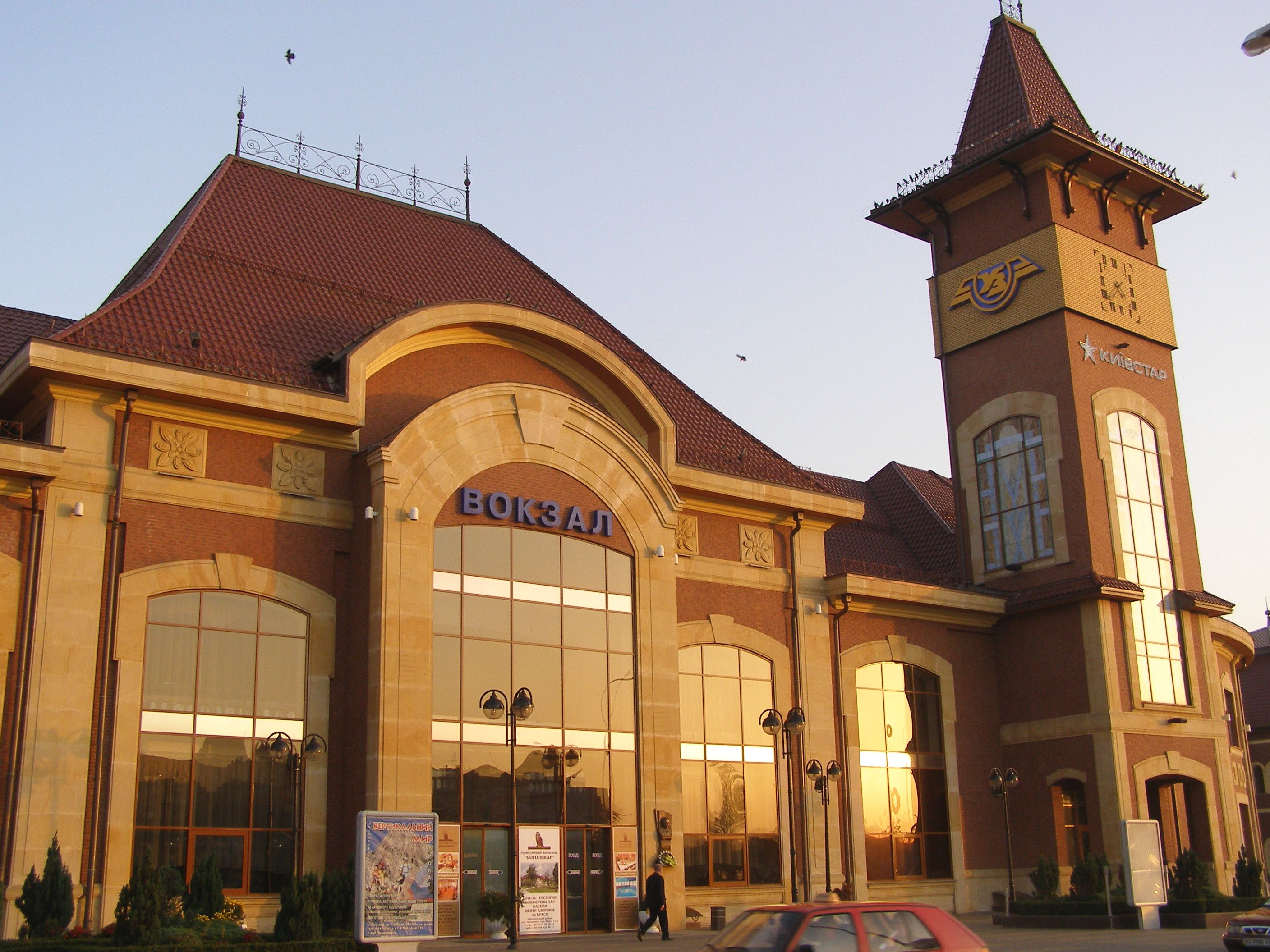
ウージュホロド中央駅
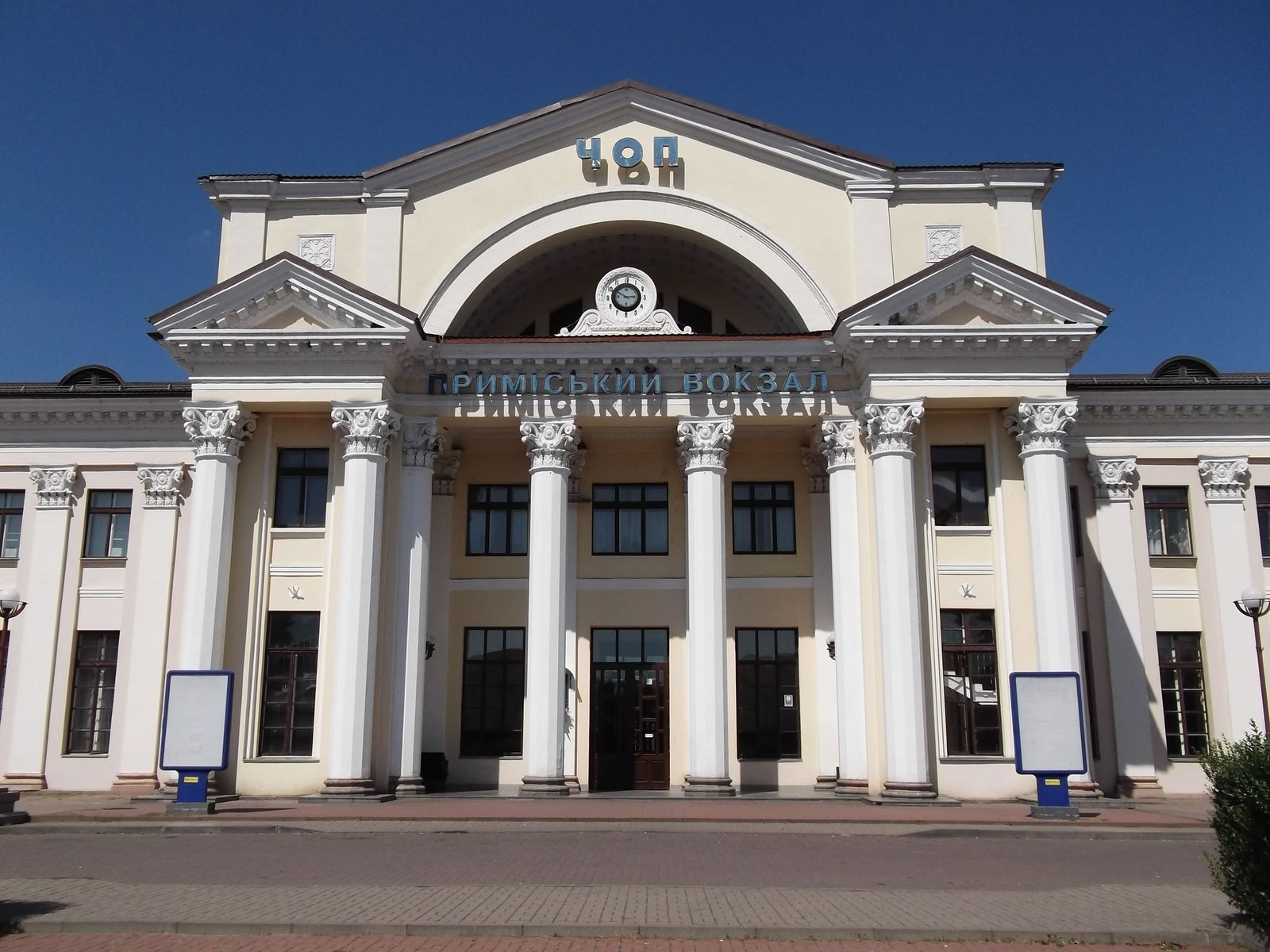
チョープ駅
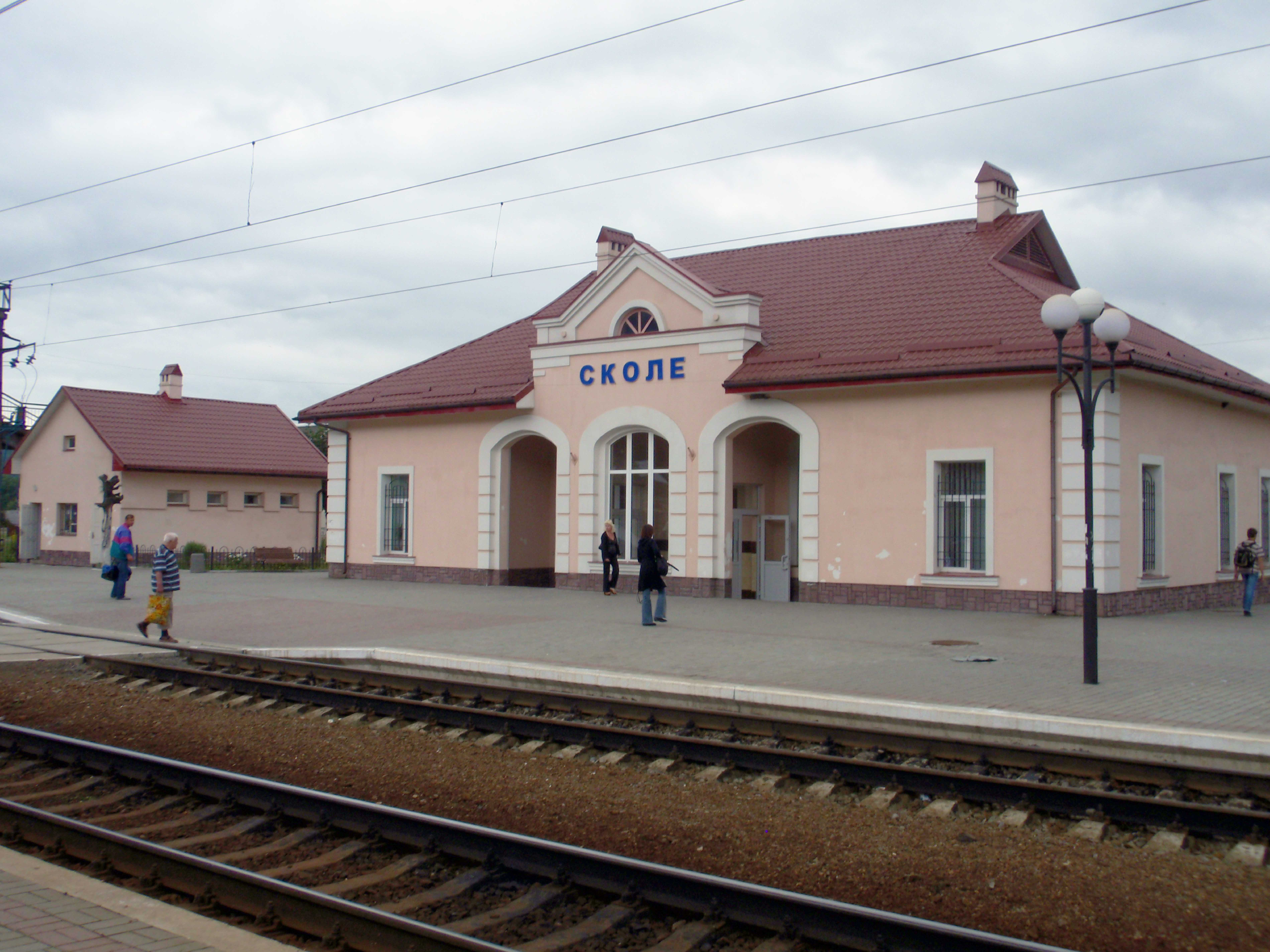
スコーレ駅

| 都市名                       | 駅名                           |
| ---------------------------- | ------------------------------ |
| リヴィウ                     | リヴィウ駅                     |
| リヴィウ                     | リヴィウ郊外駅                 |
| テルノーピリ                 | テルノーピリ駅                 |
| ルーツィク                   | ルーツィク駅                   |
| リーヴネ                     | リーヴネ駅                     |
| チェルニウツィー             | チェルニウツィー駅             |
| イヴァーノ＝フランキーウシク | イヴァーノ＝フランキーウシク駅 |
| ウージュホロド               | ウージュホロド中央駅           |
| コーヴェリ                   | コーヴェリ駅                   |
| チョープ                     | チョープ駅                     |

- 西の玄関口リヴィウ駅
- リヴィウ駅内部
- ウージュホロド中央駅
- チョープ駅
- スコーレ駅

| 都市名             | 駅名                         |
| ------------------ | ---------------------------- |
| オデッサ           | オデッサ＝ホロヴナー駅       |
| チェルカースィ     | チェルカースィ駅             |
| キロヴォフラード   | キロヴォフラード駅           |
| ムィコラーイウ     | ムィコラーイウ駅             |
| ヘルソーン         | ヘルソーン駅                 |
| ウーマニ           | ウーマニ駅                   |
| ペルヴォマーイシク | ペルヴォマーイシク駅         |
| イズマイール       | イズマイール駅               |
| スミーラ           | タラス・シェフチェンコ記念駅 |

- 南の玄関口オデッサ駅

| 都市名           | 駅名               |
| ---------------- | ------------------ |
| ハルキウ         | ハルキウ旅客駅     |
| ポルタヴァ       | ポルタヴァ駅       |
| クレメンチューク | クレメンチューク駅 |
| スームィ         | スームィ駅         |
| プルィルークィ   | プルィルークィ駅   |

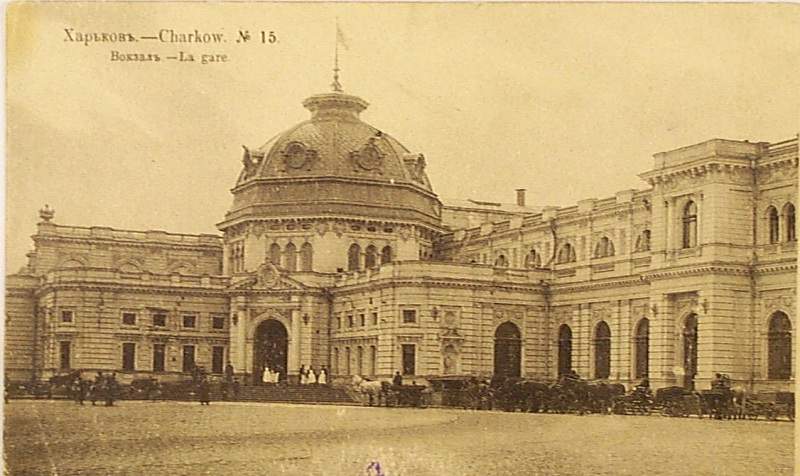
1916年当時のハルキウ旅客駅
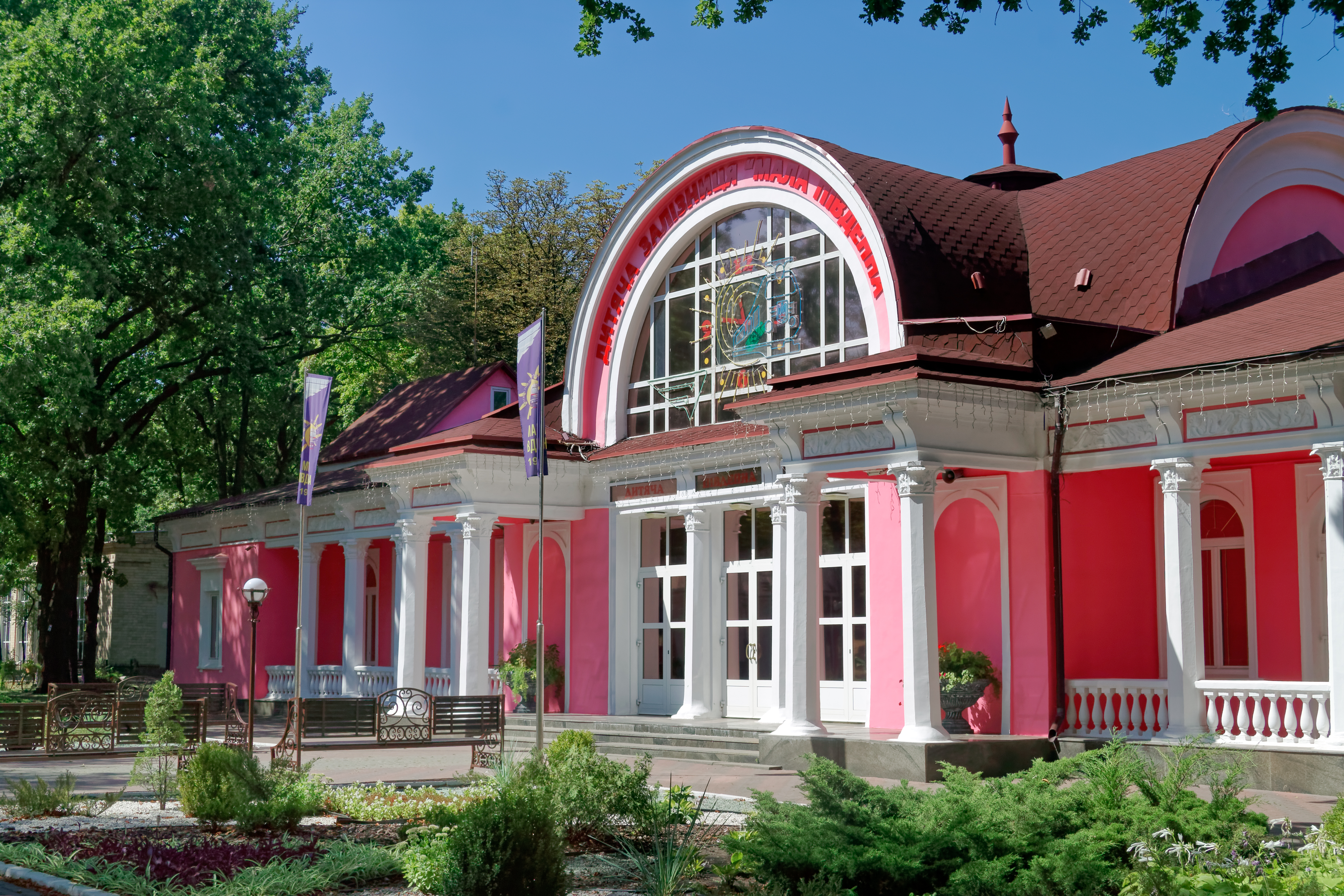
ハルキウ子供鉄道の公園駅
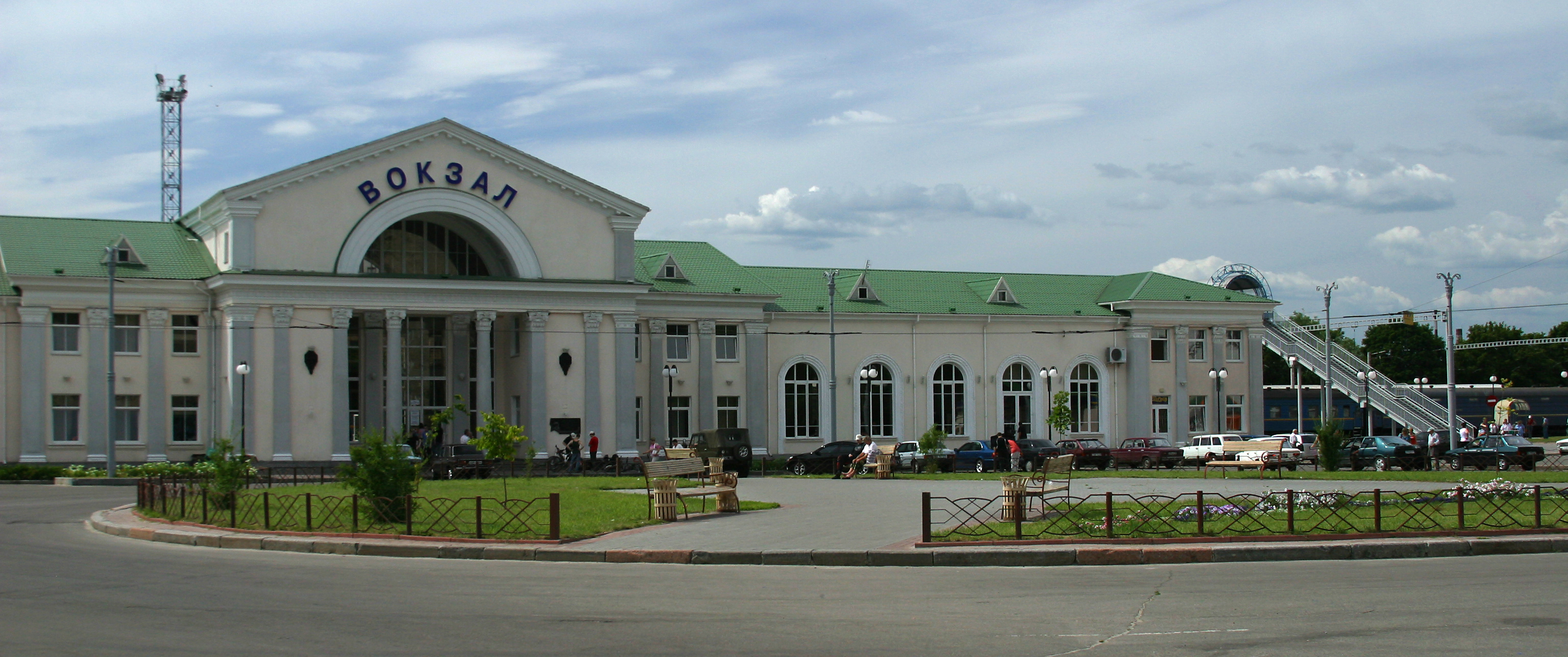
ポルタヴァ駅

| 都市名           | 駅名               |
| ---------------- | ------------------ |
| ドネツィク       | ドネツィク駅       |
| ルハンシク       | ルハンシク駅       |
| マリウーポリ     | マリウーポリ駅     |
| クラマトールシク | クラマトールシク駅 |
| デバーリツェヴェ | デバーリツェヴェ駅 |

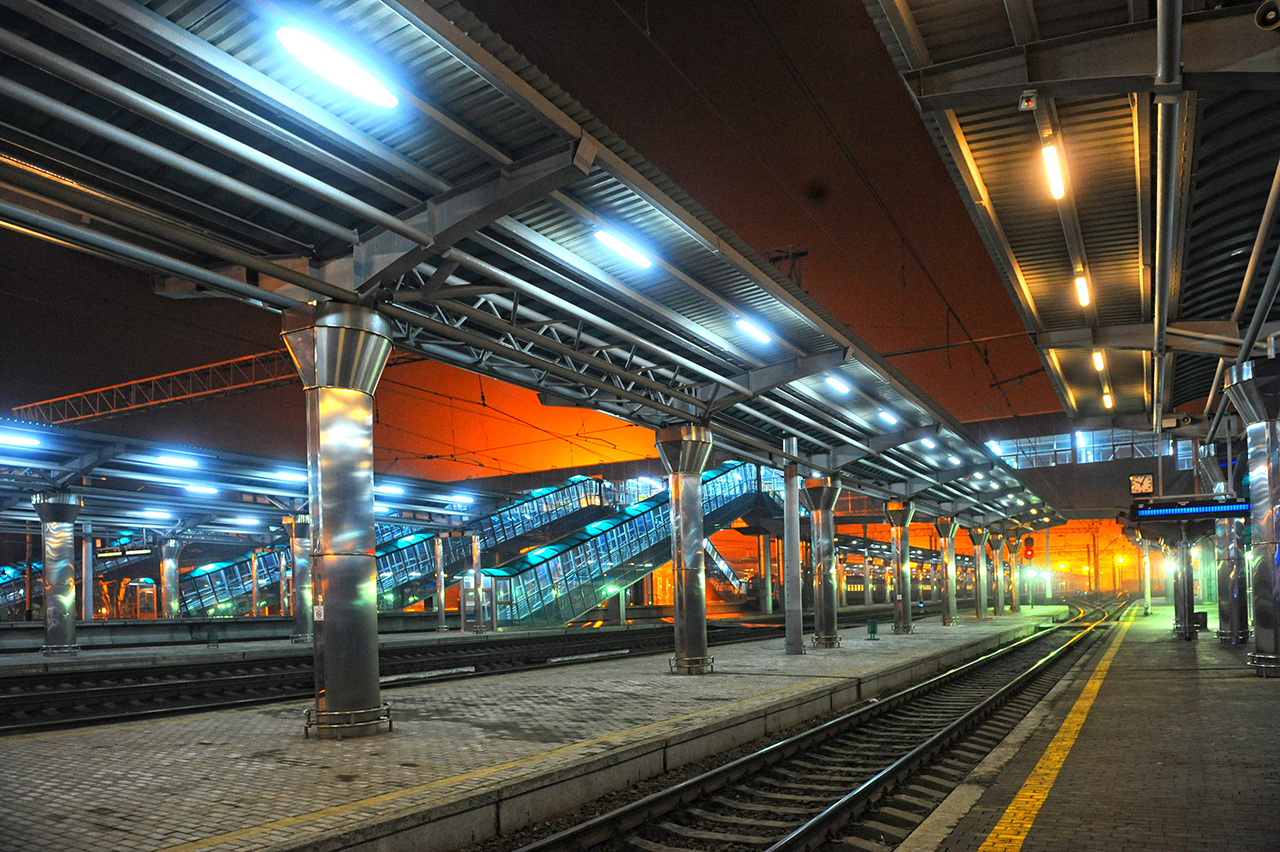
ドネツィク駅
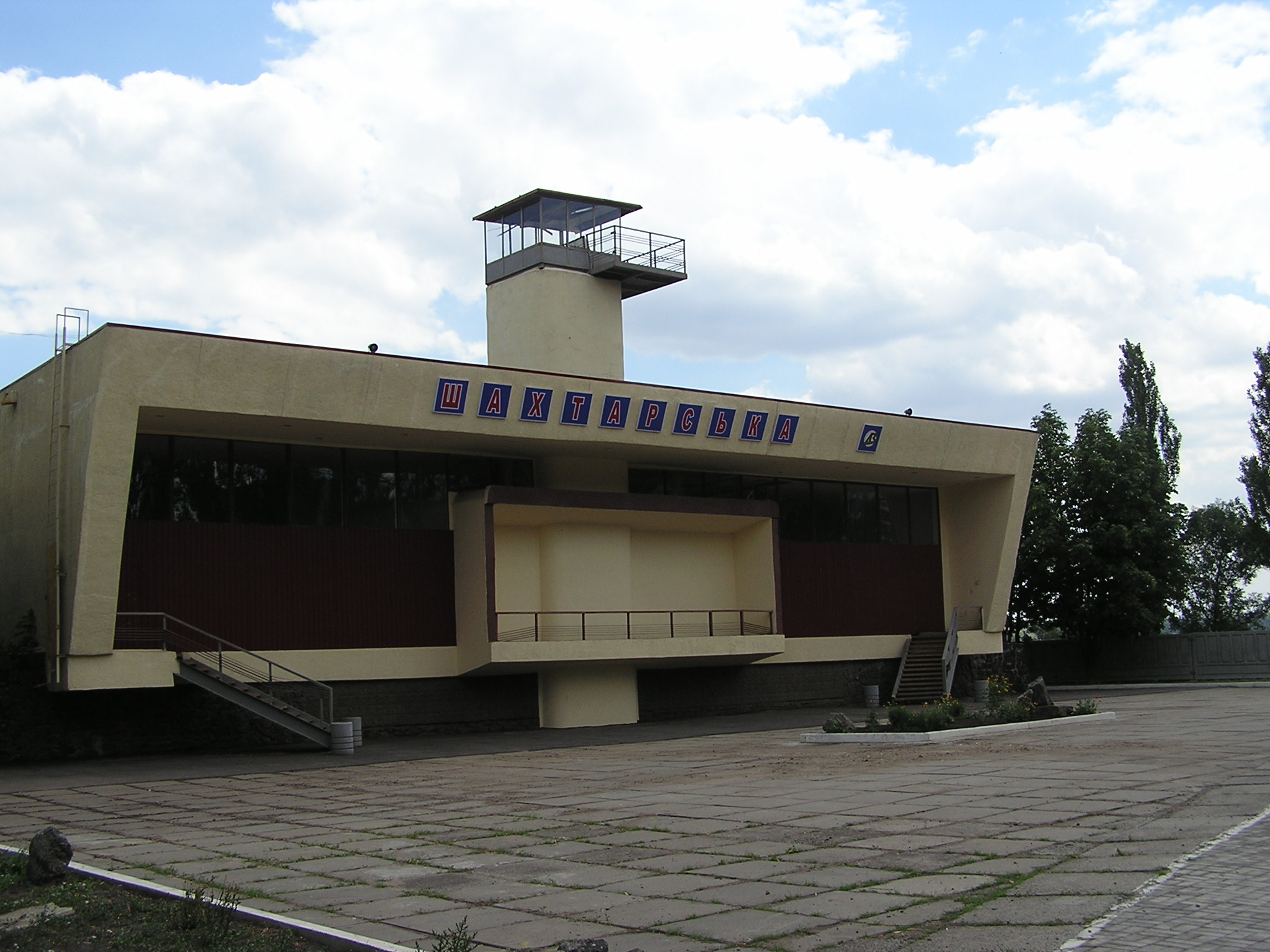
ドネツィク子供鉄道のシャフタール駅
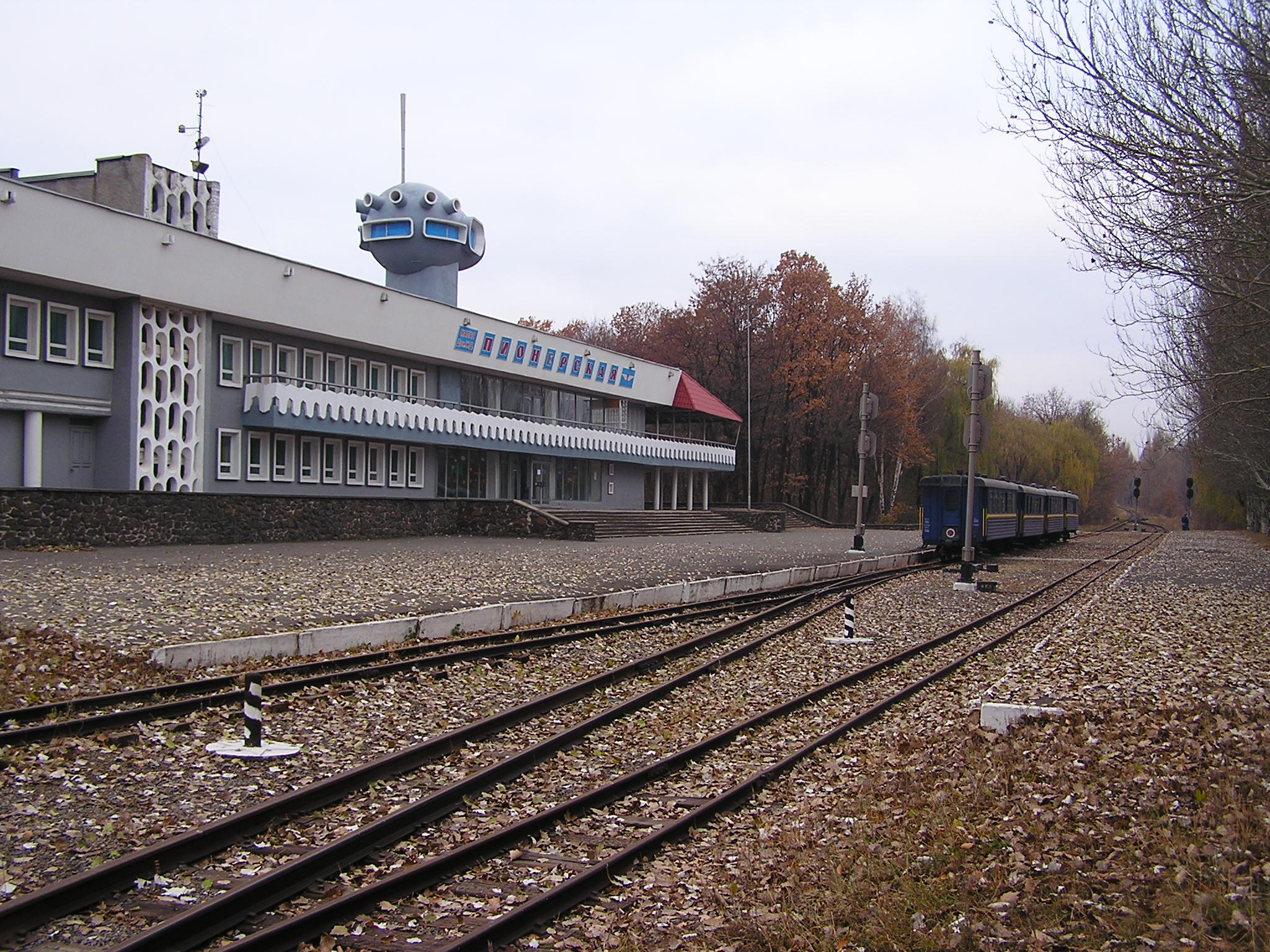
ドネツィク子供鉄道のピオネール駅
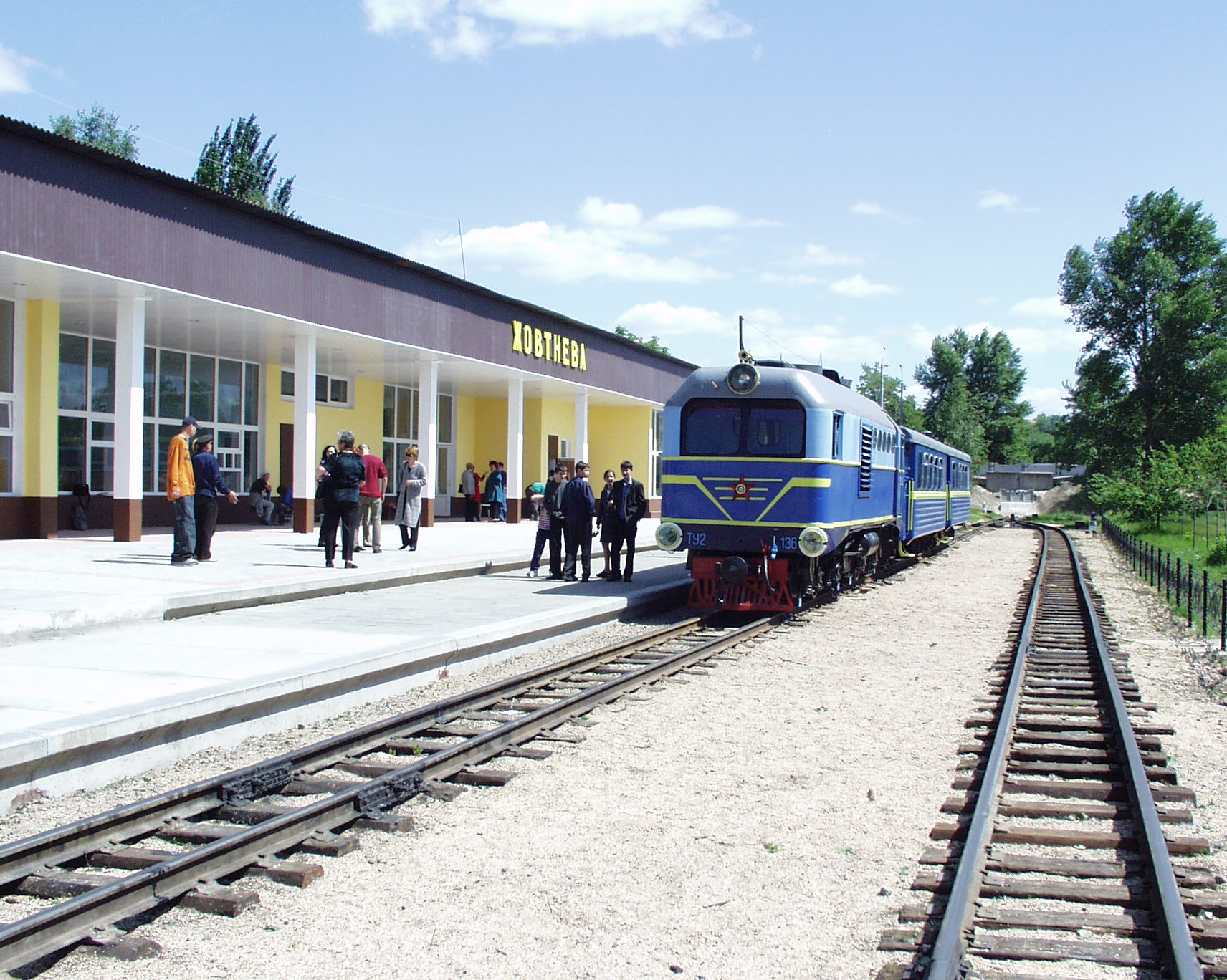
ザポリージャ子供鉄道のジョフトネーヴァ駅
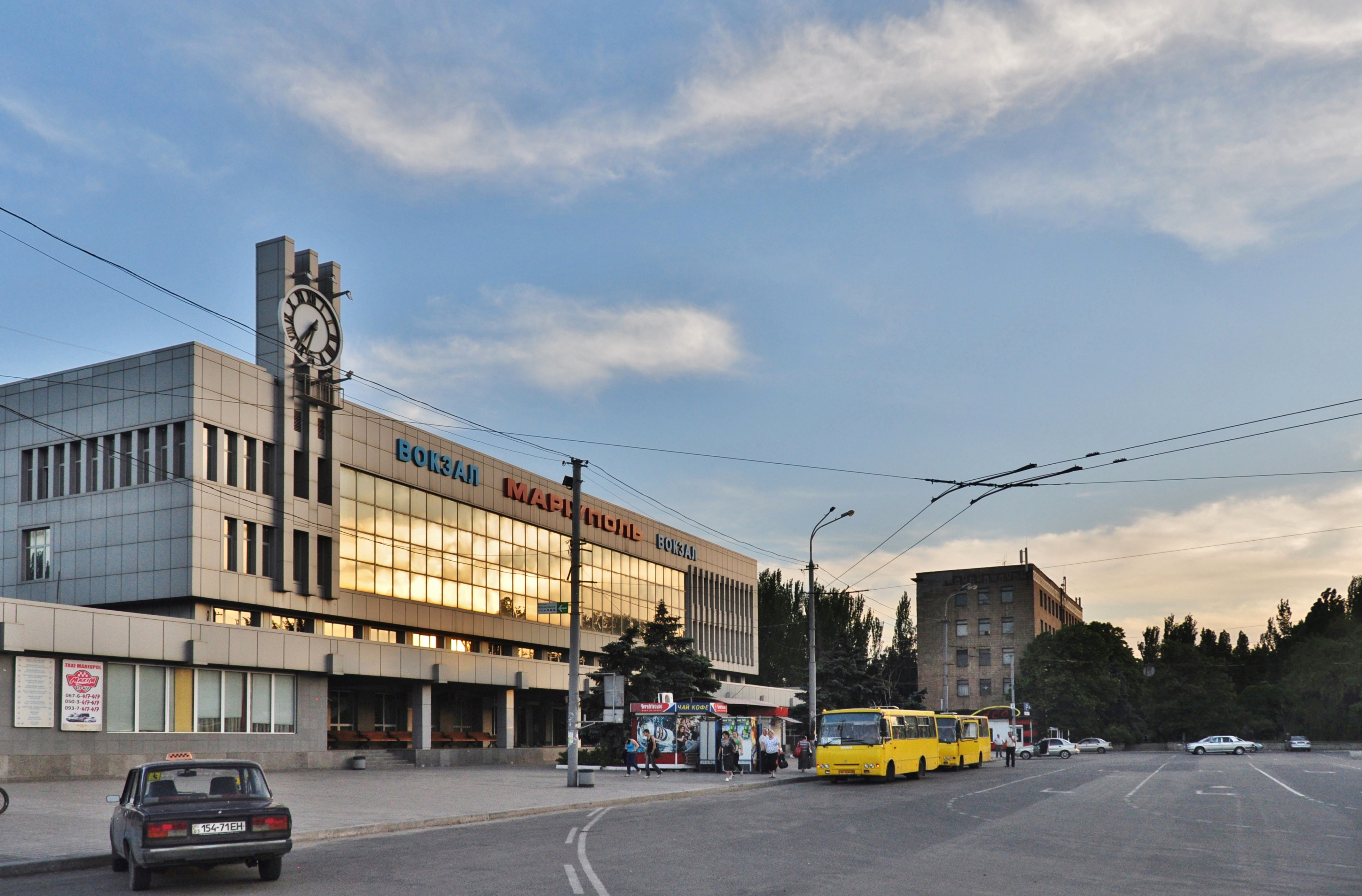
マリウーポリ駅
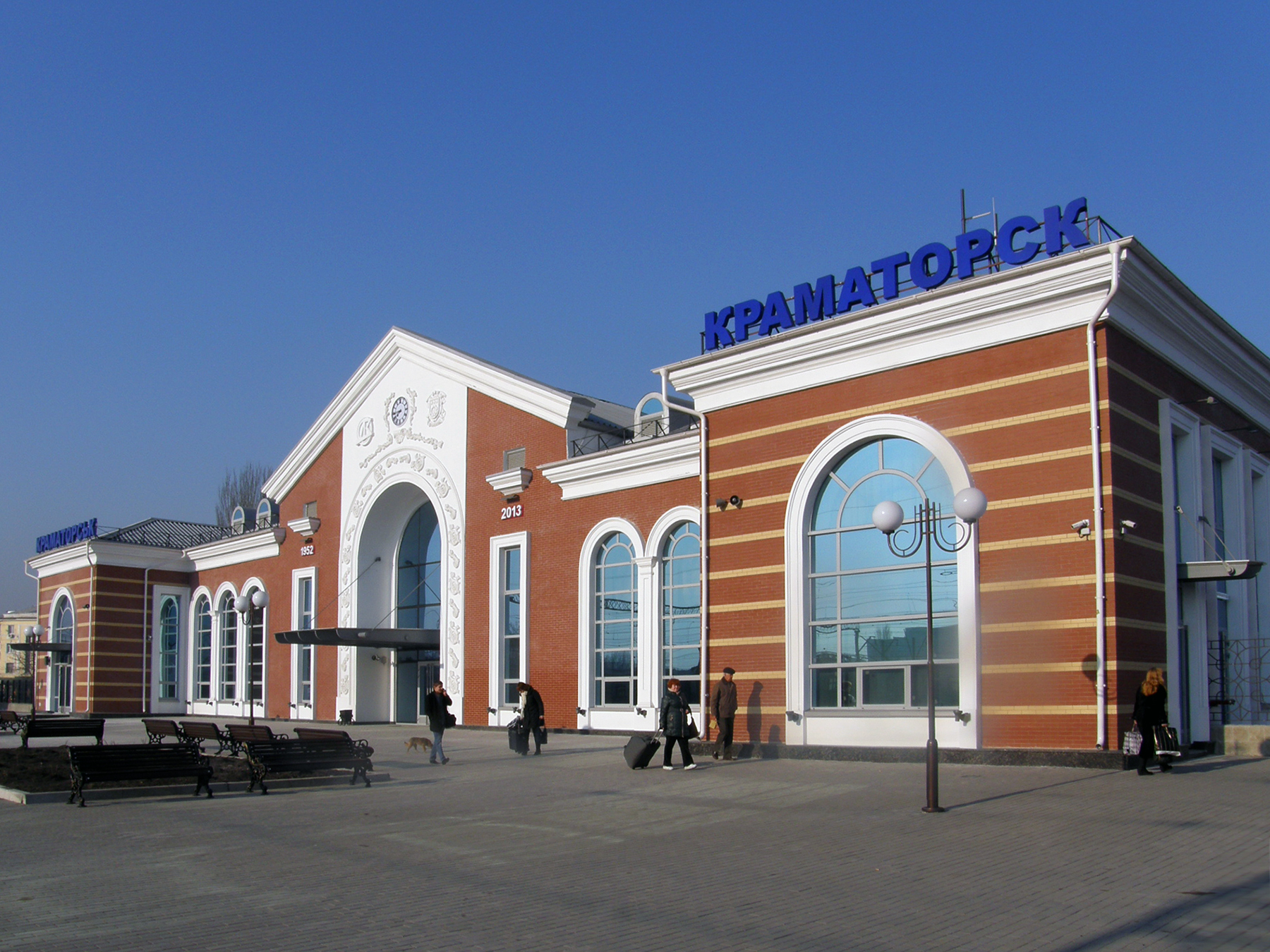
クラマトールシク駅

| 都市名                 | 駅名                     |
| ---------------------- | ------------------------ |
| ドニプロペトロウシク   | ドニプロペトロウシク駅   |
| クルィヴィーイ・リーフ | クルィヴィーイ・リーフ駅 |
| ザポリージャ           | ザポリージャ駅           |
| ベルジャーンシク       | ベルジャーンシク駅       |
| メリトーポリ           | メリトーポリ駅           |
| ヌィーコポリ           | ヌィーコポリ駅           |
| クルィヴィーイ・リーフ | クルィヴィーイ・リーフ駅 |
| シンフェローポリ       | シンフェローポリ駅       |
| ケルチ                 | ケルチ駅                 |
| フェオドーシヤ         | フェオドーシヤ駅         |
| ヤルタ                 | ヤルタ駅                 |
| セヴァストーポリ       | セヴァストーポリ駅       |
| イェウパトーリヤ       | イェウパトーリヤ駅       |

## 管区

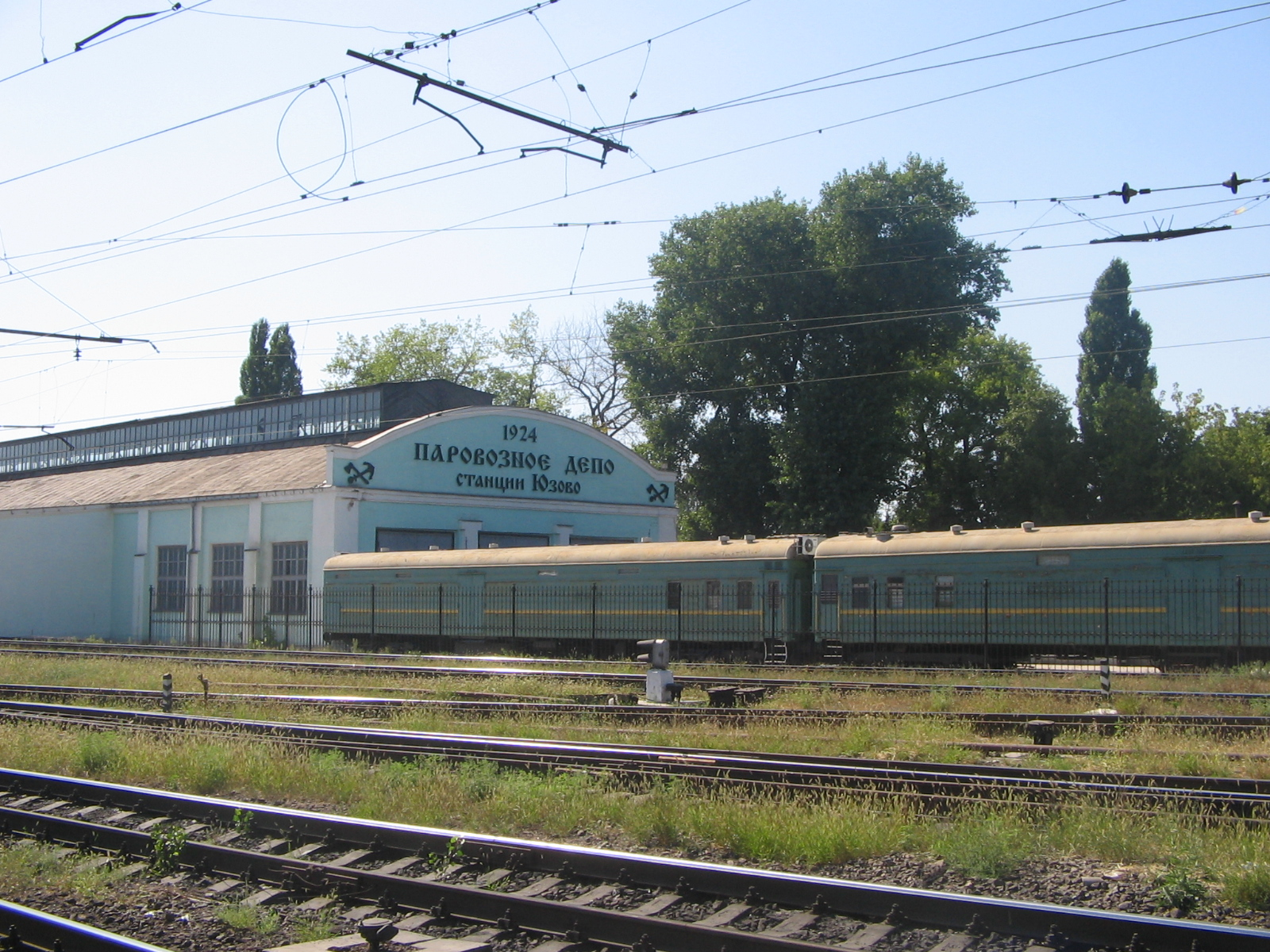
1924年にドネツィク（当時はユーゾヴォ）に開設されたユーゾヴォ蒸気機関車区

- 車両区 - 51
- 旅客列車区 - 16
- 燃料補給管区 - 43
- 信号管区 - 69
- 路線管区 - 110
- 旅客建築管区 - 37[6]

### 主な車両区
- ファースチウ車両区（キーウ州ファースチウ）

### 整備施設
- ダールヌィツャ車両修理工場（キーウ）
- フニーヴァニ特殊鉄筋工場（ヴィーンヌィツャ州フニーヴァニ）
- コーロステニ鉄筋製枕木工場（ジトーミル州コーロステニ）
- クレメンチューク鉄筋製枕木工場（ポルタヴァ州クレメンチューク）
- ポパースナ車両修理工場（ルハンシク州ポパースナ）
- ストルィーイ国営車両修理工場（リヴィウ州ストルィーイ）
- スタロコスチャントィーニウ鉄筋製枕木工場（フメリニツキー州スタロコスチャントィーニウ）[7]

## 車両
- 貨物車両 - 174,939輌
- 旅客車両 - 8,429輌
- ディーゼル機関車 - 2,718輌

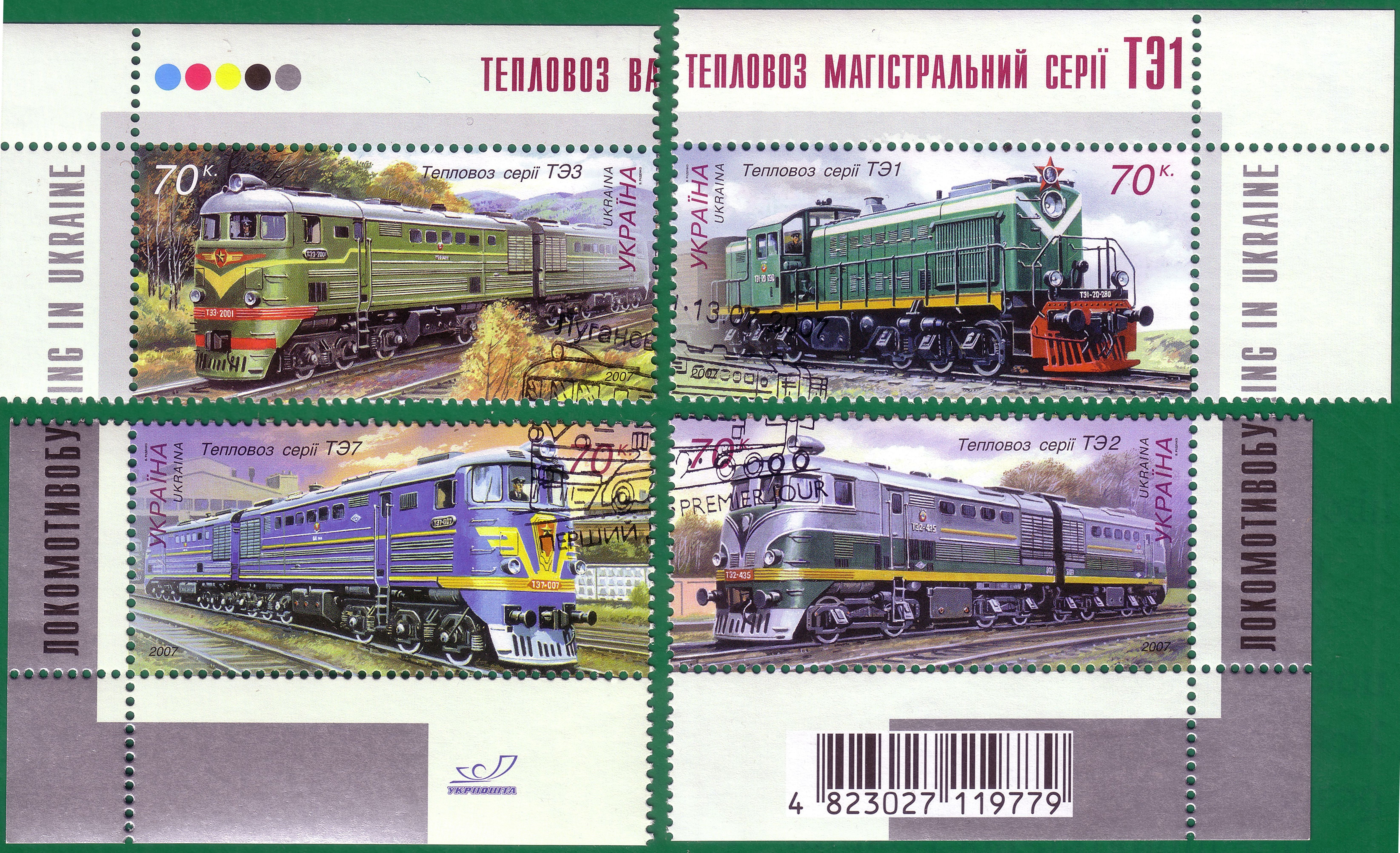
ウクライナで発行された、ルハンシクテプロヴォーズ製ディーゼル機関車の記念切手

- シーメンス・キーウ製電気機関車 - 11輌
- 電気機関車 - 1,796輌
- 電車 - 1,443輌
- 気動車 - 186輌[6]

ウクライナ鉄道では、電化区間については近郊列車（エレクトルィーチュカ）を中心に電車を投入し、都市間に走らせる郊外列車（ポーイズド）や国際列車（ミジュナロードヌィイ・ポーイズド）には電気機関車牽引の客車編成を当てるという、ソ連スタンダードの列車運営を行っている。非電化区間はディーゼル機関車牽引の客車列車が多く使用され、気動車の導入は限定的である。貨物列車には国産の2ТЕ10型に代表される専用の強力な機関車が当てられ、ウクライナ経済を支える物流幹線としての役割を担っている。
ウクライナ鉄道車両の塗色は、基本的には青と白の塗り分けに赤のアクセント（警戒色）の入るものである。しかしながら、ソ連時代の緑と橙に黄という塗装も広く継続使用されている。また、これら以外の塗装も何種類も見られるが、一般に、ウクライナ鉄道色のバリエーションといえるもの、ソ連時代の塗色に準じたもの、完全な特別塗装の3種に分けられる。この他、ソ連時代・ウクライナ時代にかかわらず、その形式固有の塗装という塗色も存在しているが、特にウクライナ独立後に製造されている新型車両については、会社としての統一性より新型車両としてのアピールを重視しているためか、形式ごとに固有の塗装がなされている場合が多い。青・白・赤のウクライナ鉄道色に塗られているのは、もっぱらソ連製の車両である。

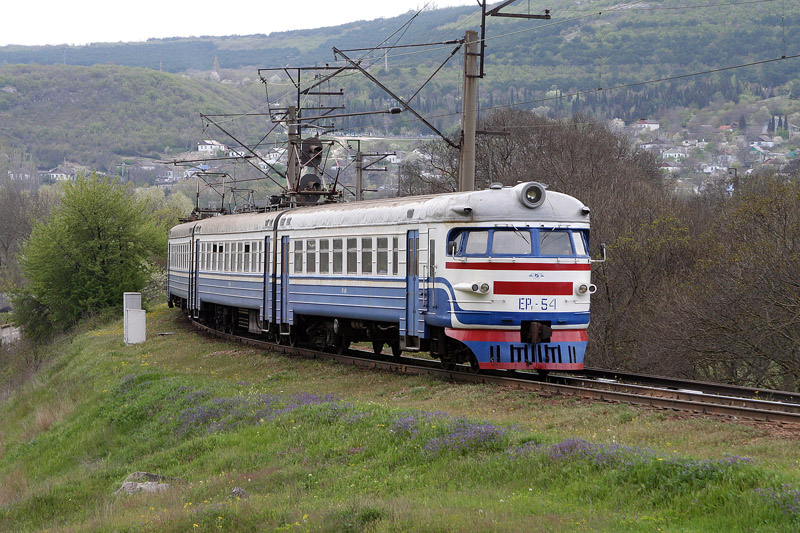
インケルマーン第1駅(インケルマーン)・メケーンジイェヴィ・ホルィー駅(セヴァストーポリ)間を走るЕР1型電車
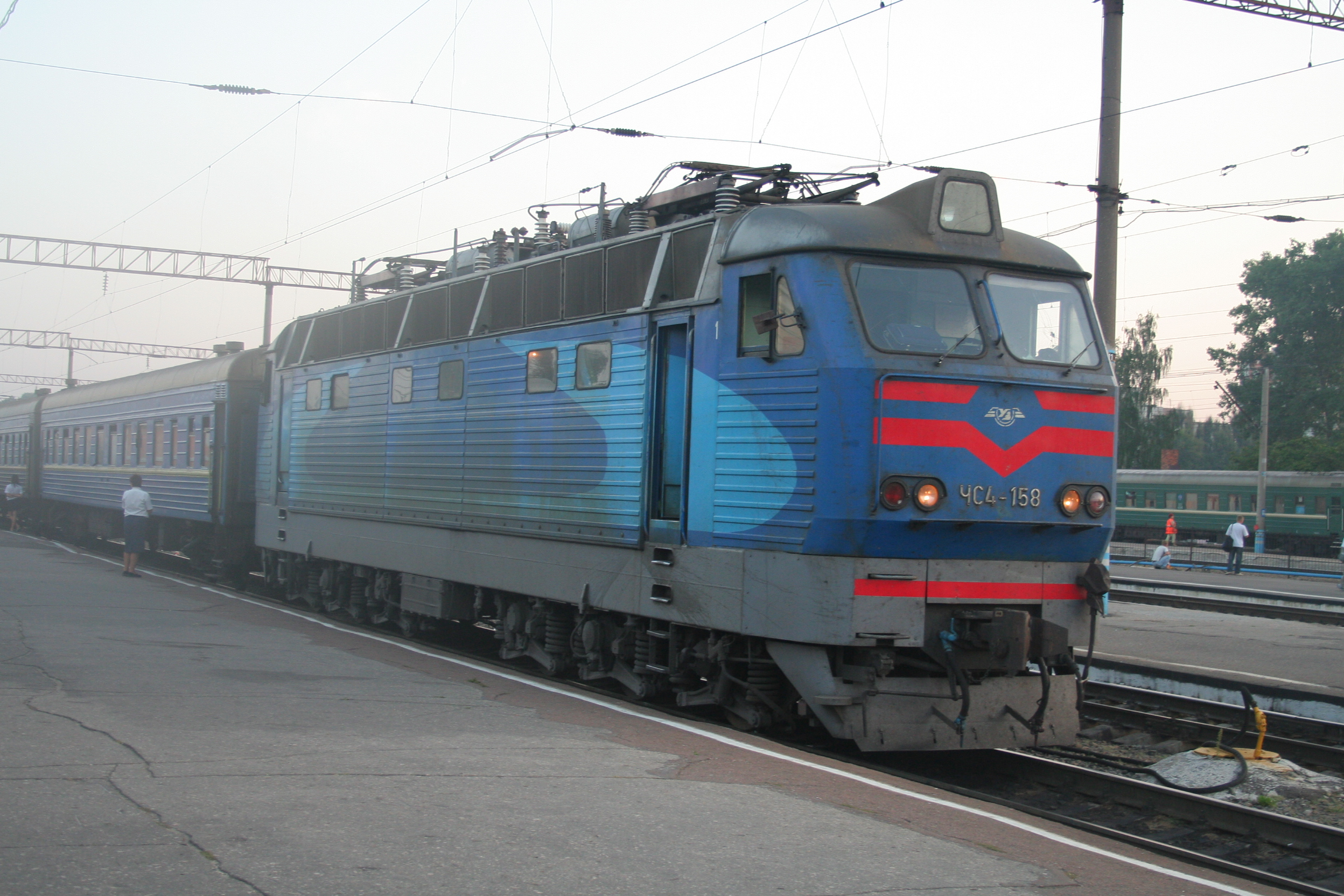
ロシア・ブリャンスク第1駅に停車するウクライナ鉄道ЧС4改型電気機関車牽引のモスクワ発オデッサ行き国際列車
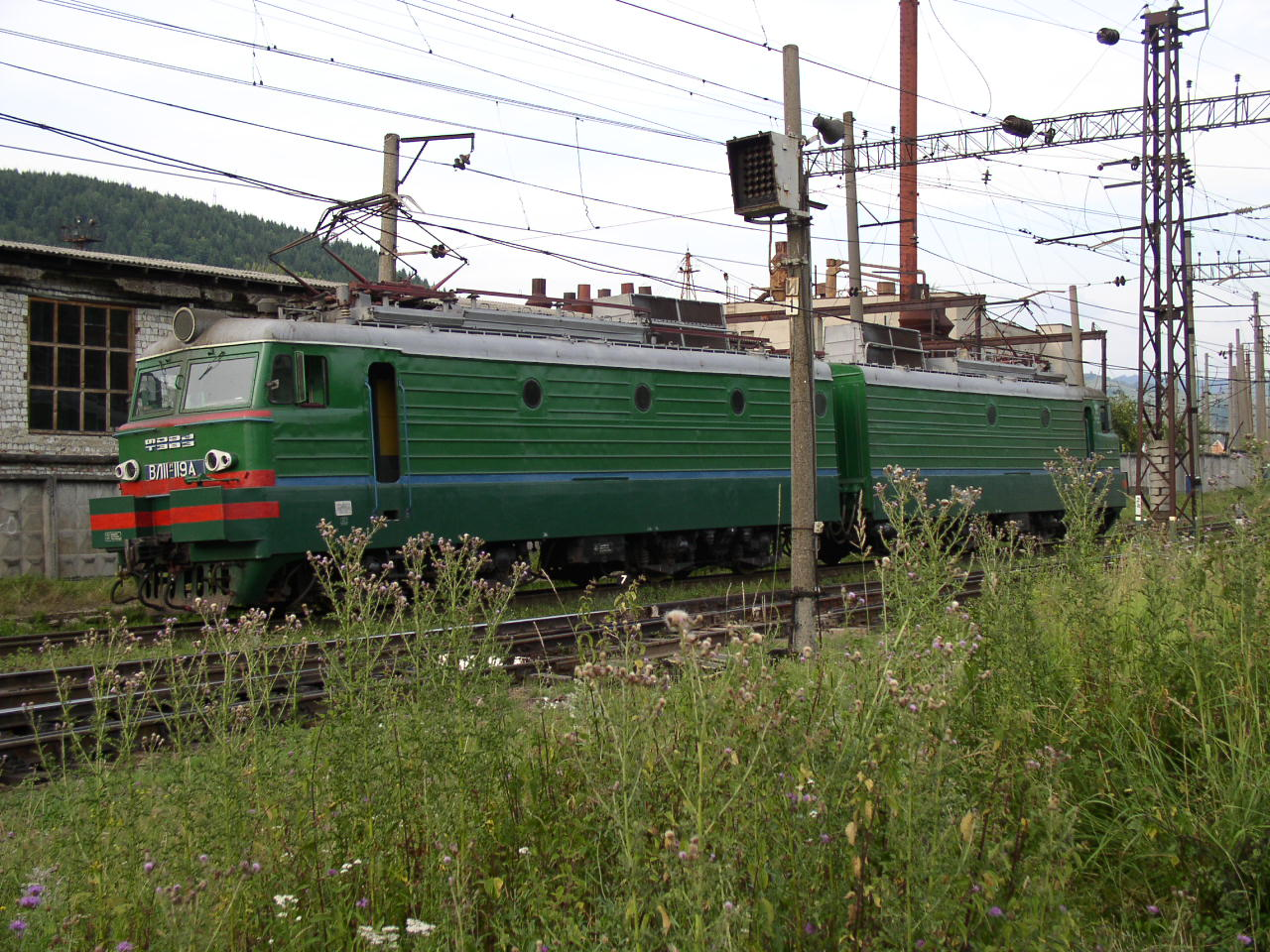
ヴォロヴェーツィに停車するВЛ11型電気機関車
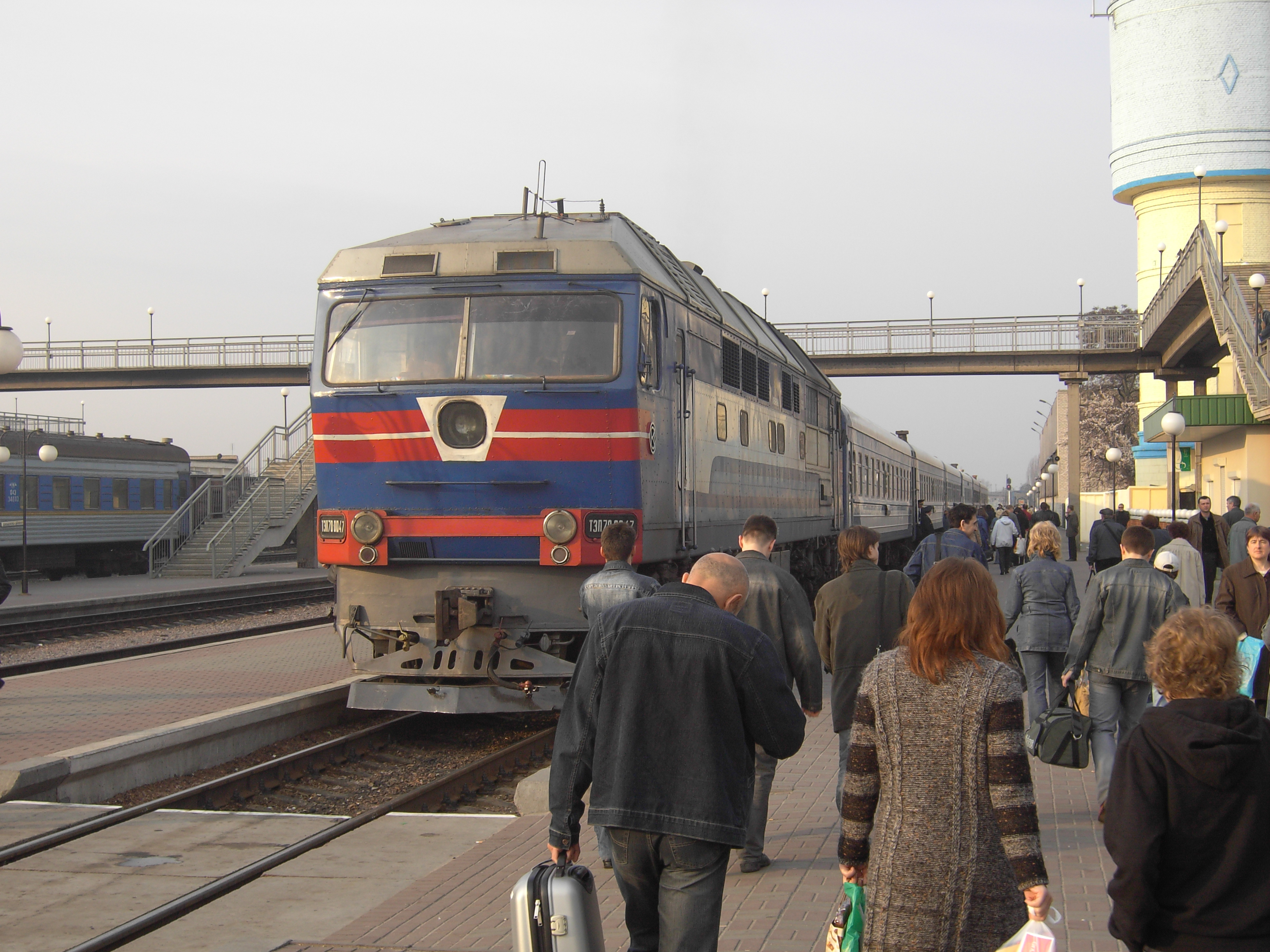
クレメンチューク駅に停車するТЕП70型旅客用ディーゼル機関車牽引の旅客列車
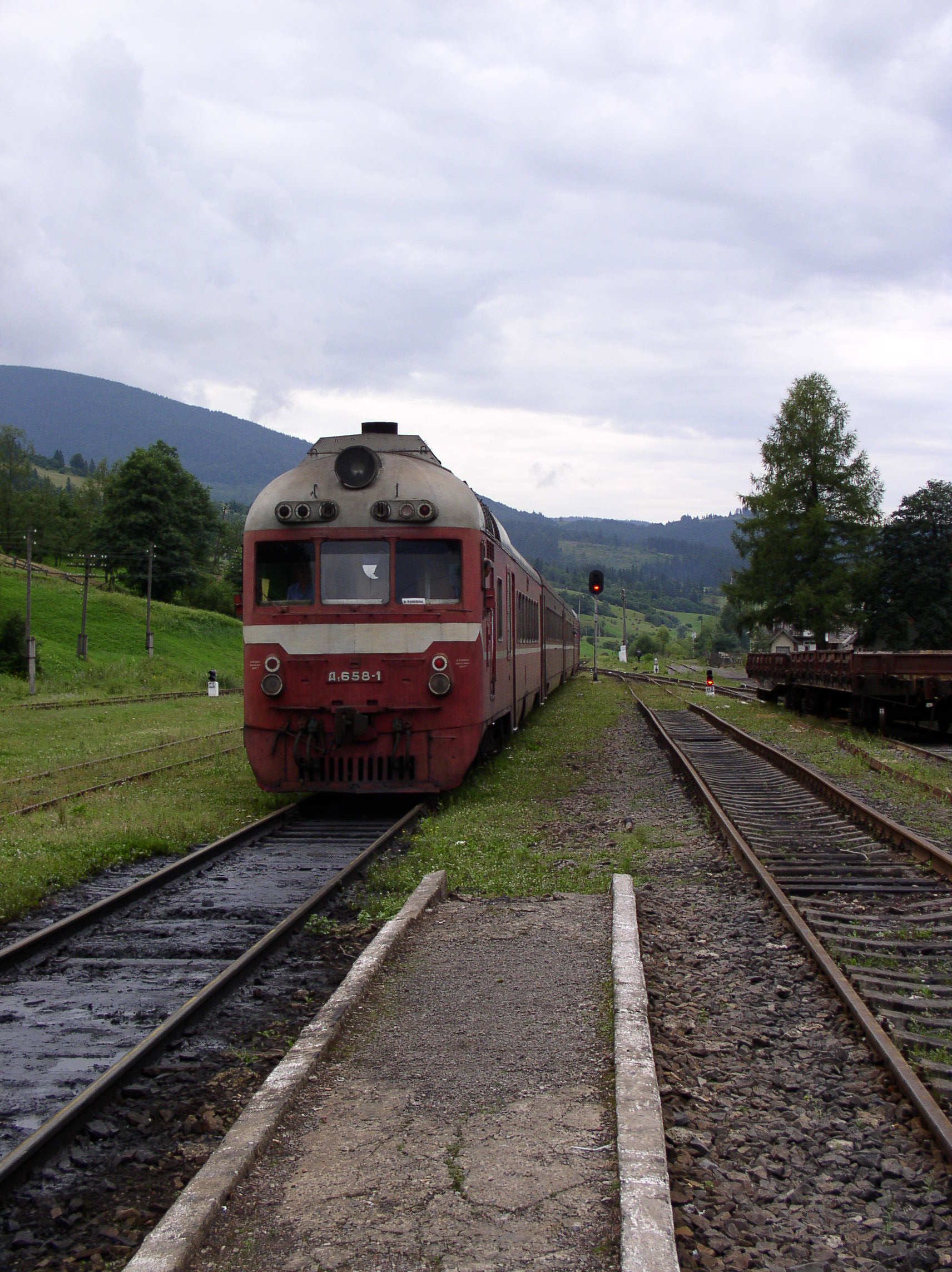
フツーリシュチナを走るД1型気動車
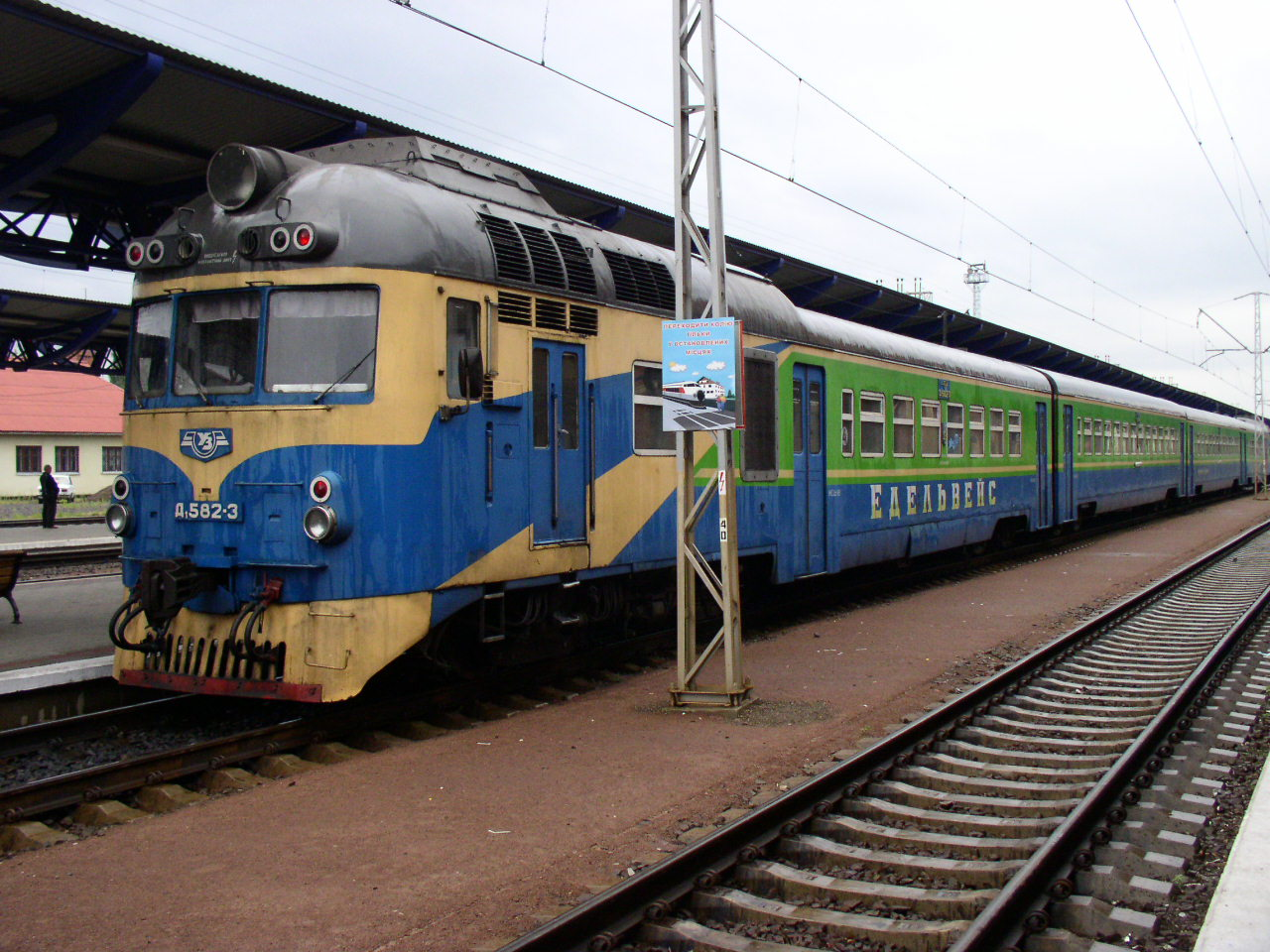
Д1型気動車による「エーデリヴェイス」号(なお、架線柱に新幹線0系電車が描かれたポスターが掲げられている)
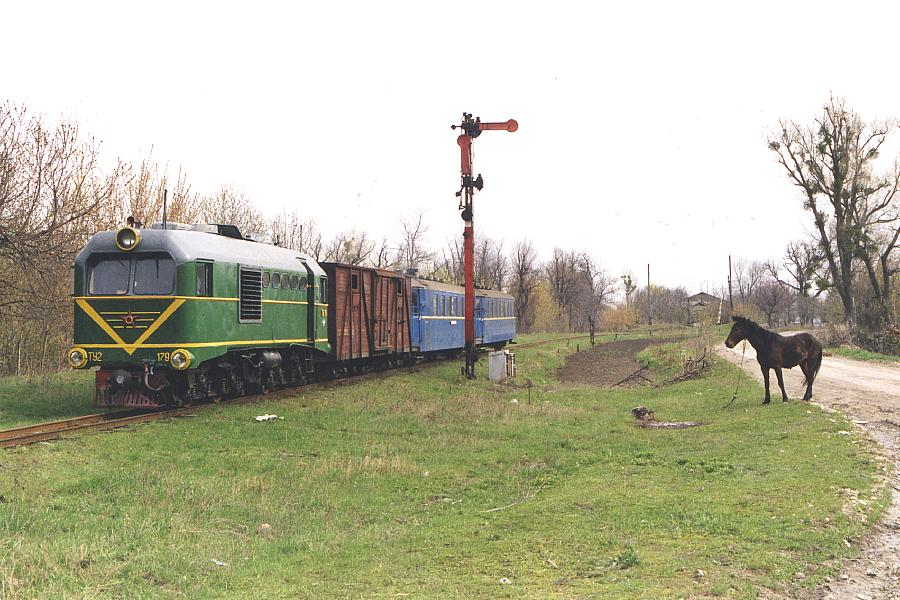
ルードヌィツャの750 mmの狭軌区間を走行するТУ2型ディーゼル機関車牽引の貨物列車
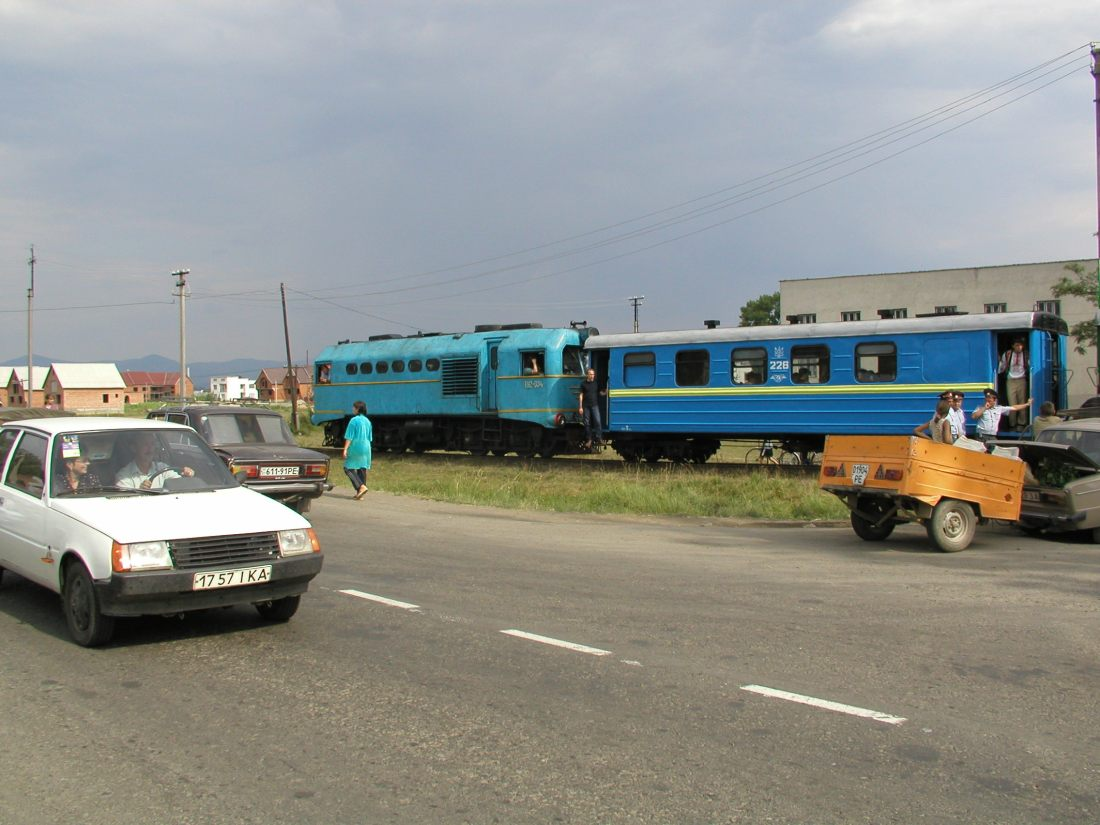
イルシャーヴァで停車するТУ2型ディーゼル機関車牽引の旅客列車
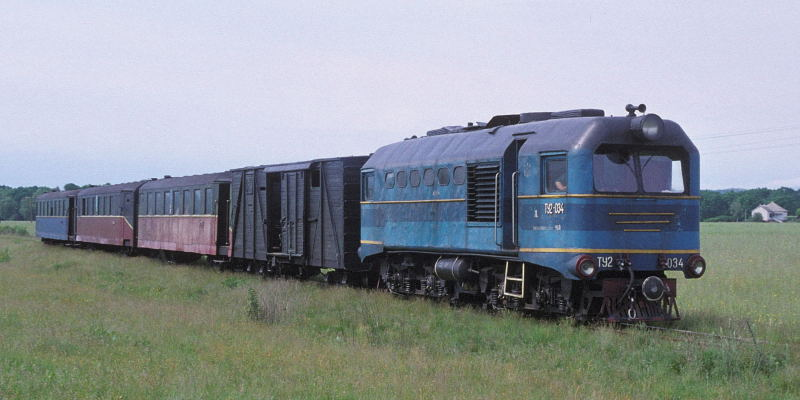
オレーシュチュヌィクを走るТУ2型ディーゼル機関車牽引の貨客列車
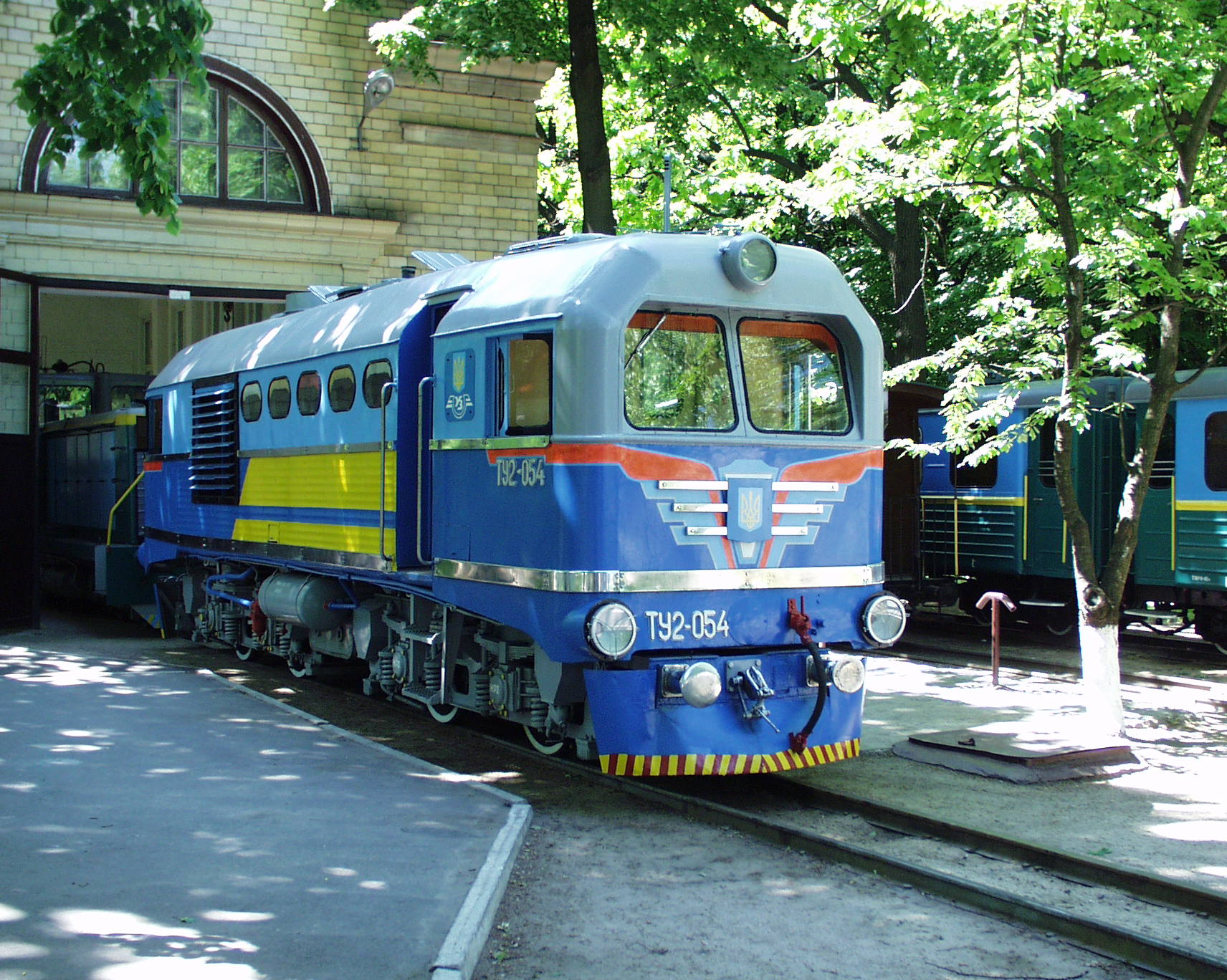
ハルキウ子供鉄道で使用されるТУ2型ディーゼル機関車
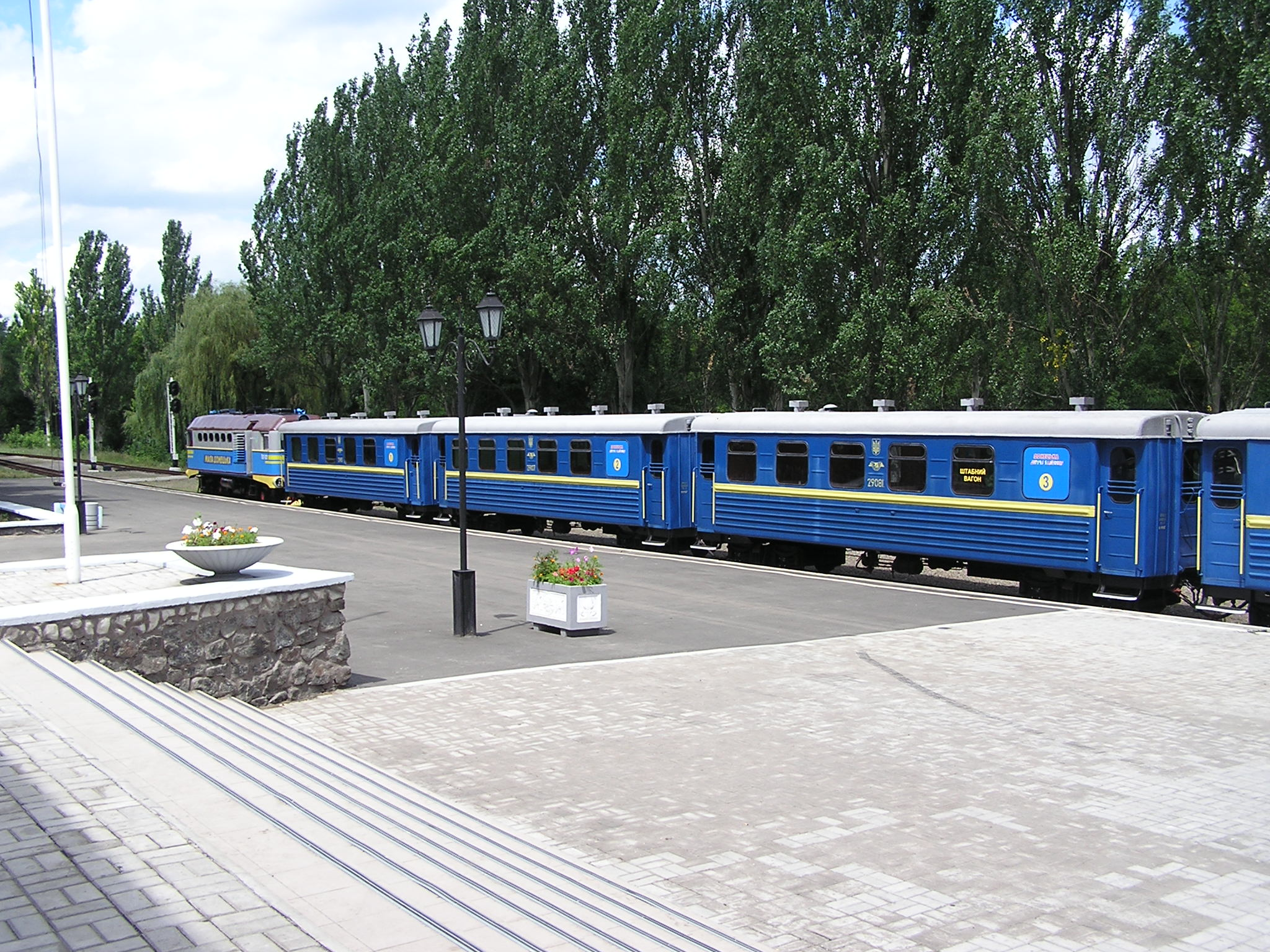
ドネツィク子供鉄道のТУ2型ディーゼル機関車牽引の旅客列車
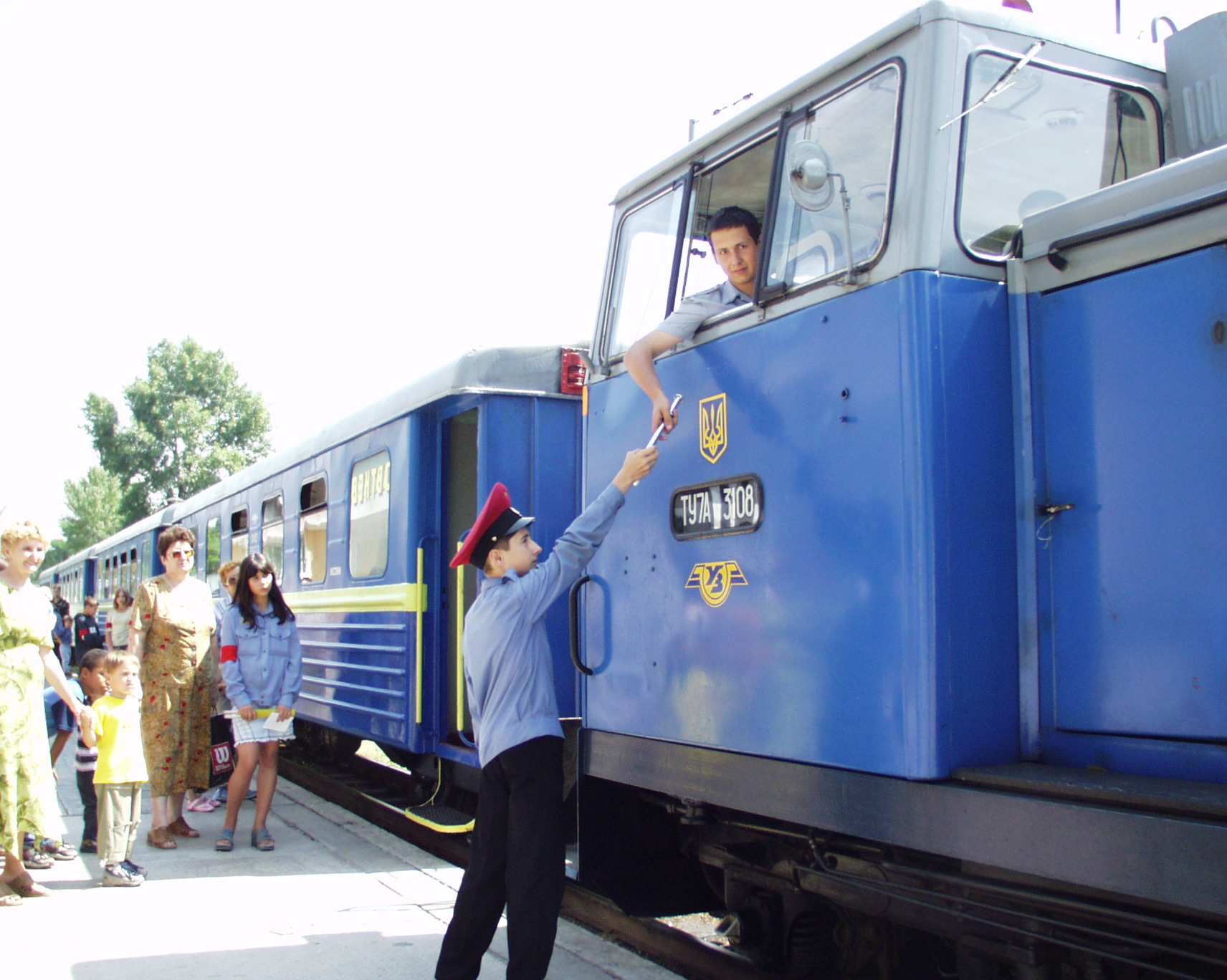
ザポリージャ子供鉄道のТУ7А型ディーゼル機関車牽引の旅客列車
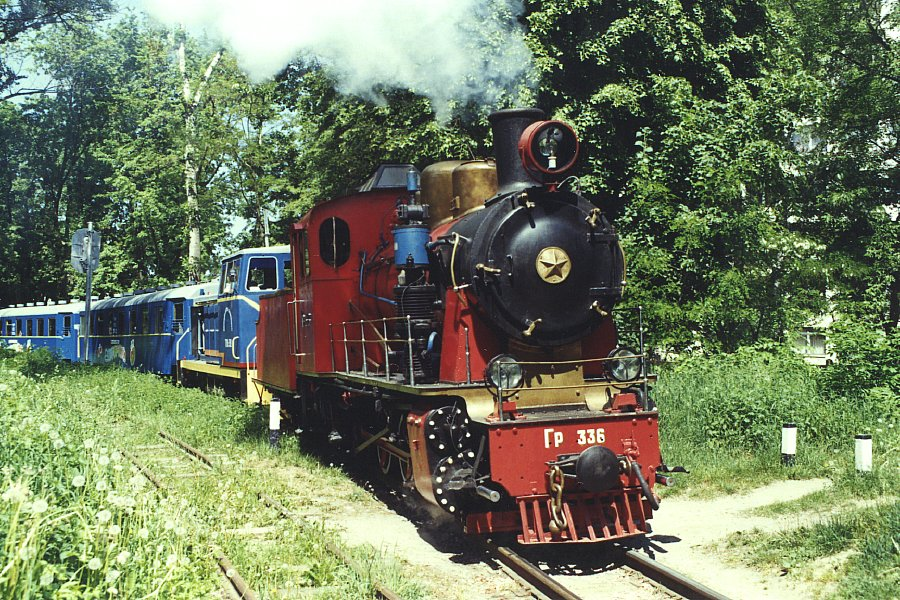
キーウ子供鉄道で使用されるГр336型蒸気機関車
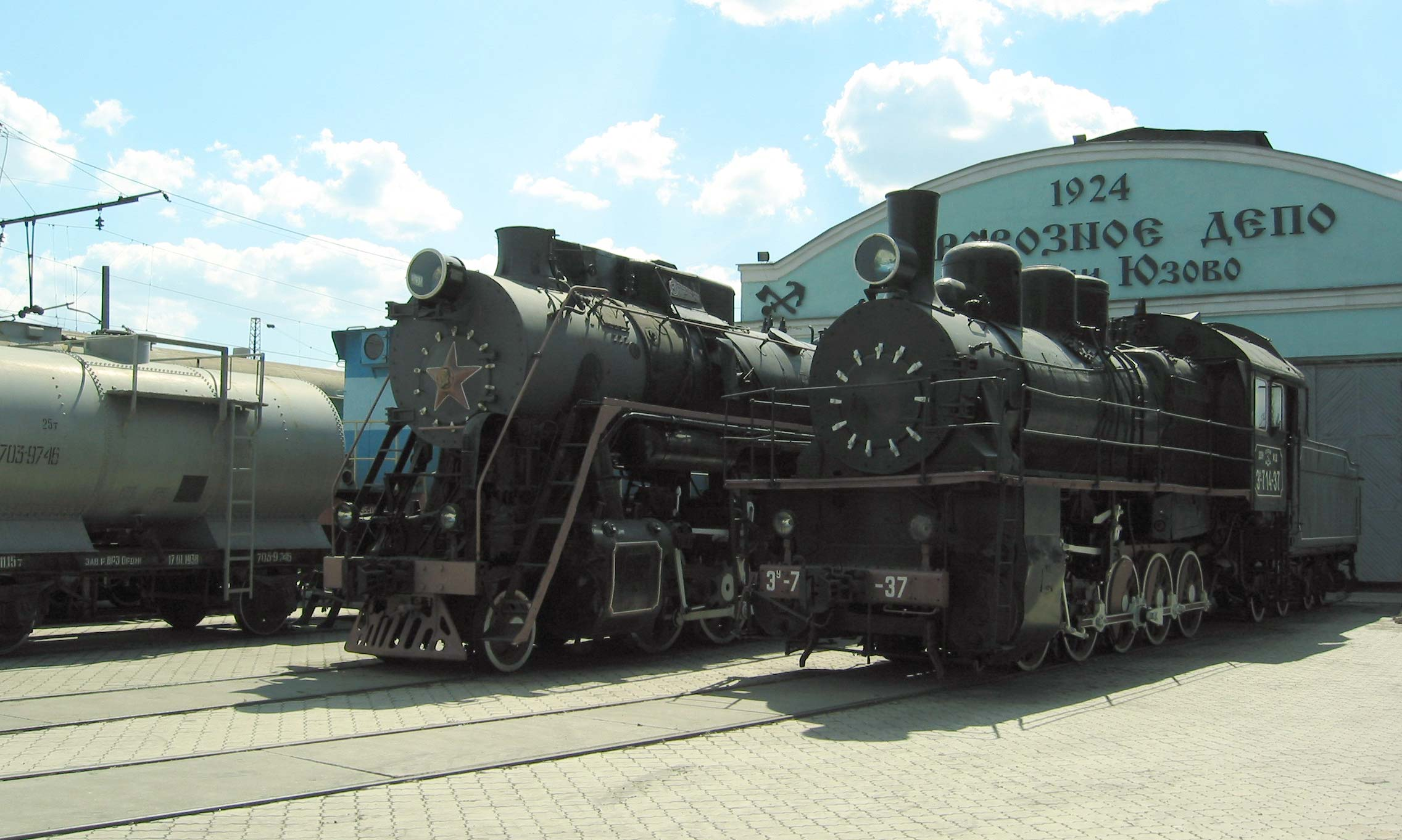
ドネツィク鉄道歴史発展博物館に保存される蒸気機関車(向かって右からЭу型、Л型)
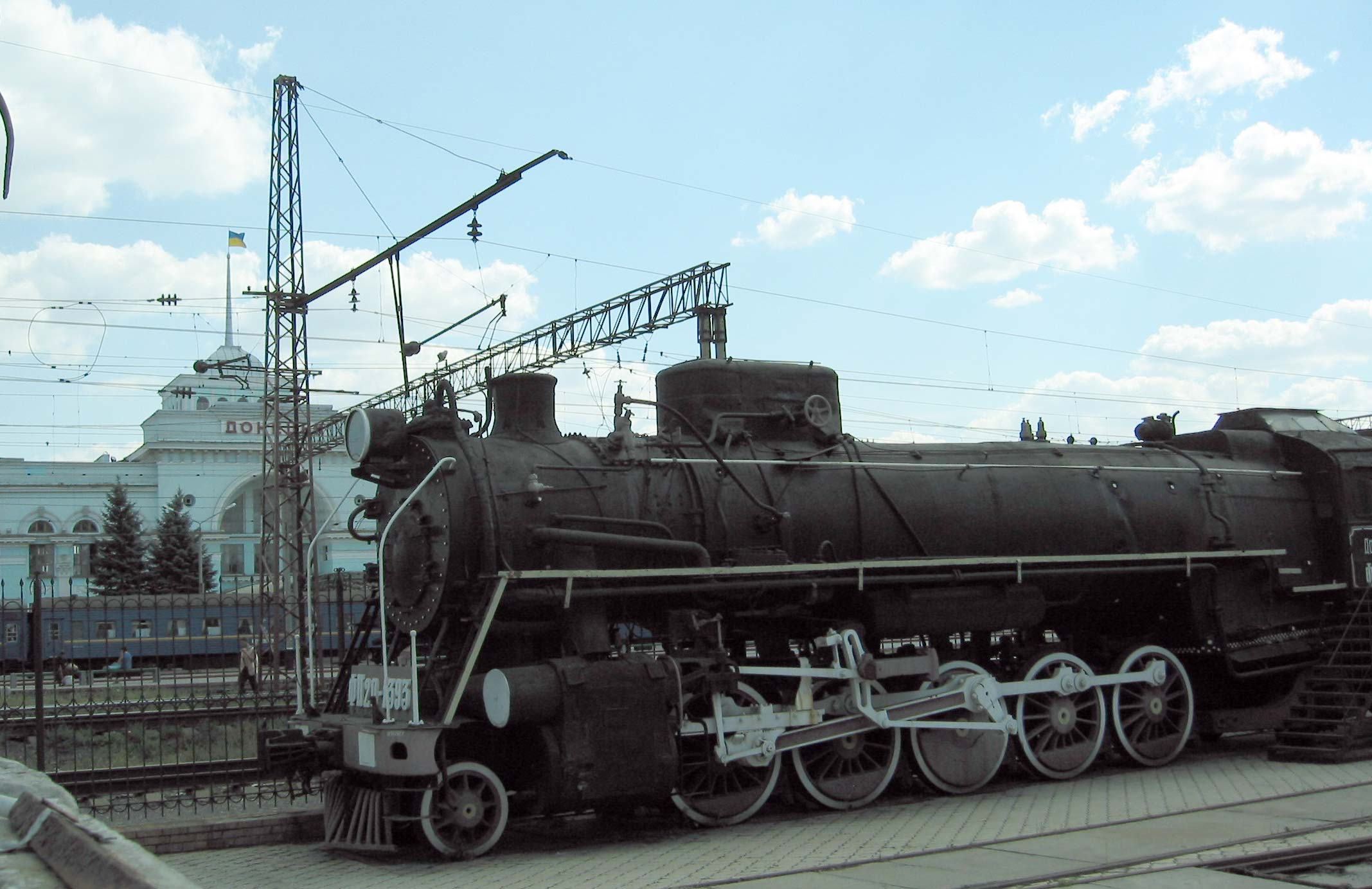
ドネツィク鉄道歴史発展博物館に保存されるФД型蒸気機関車
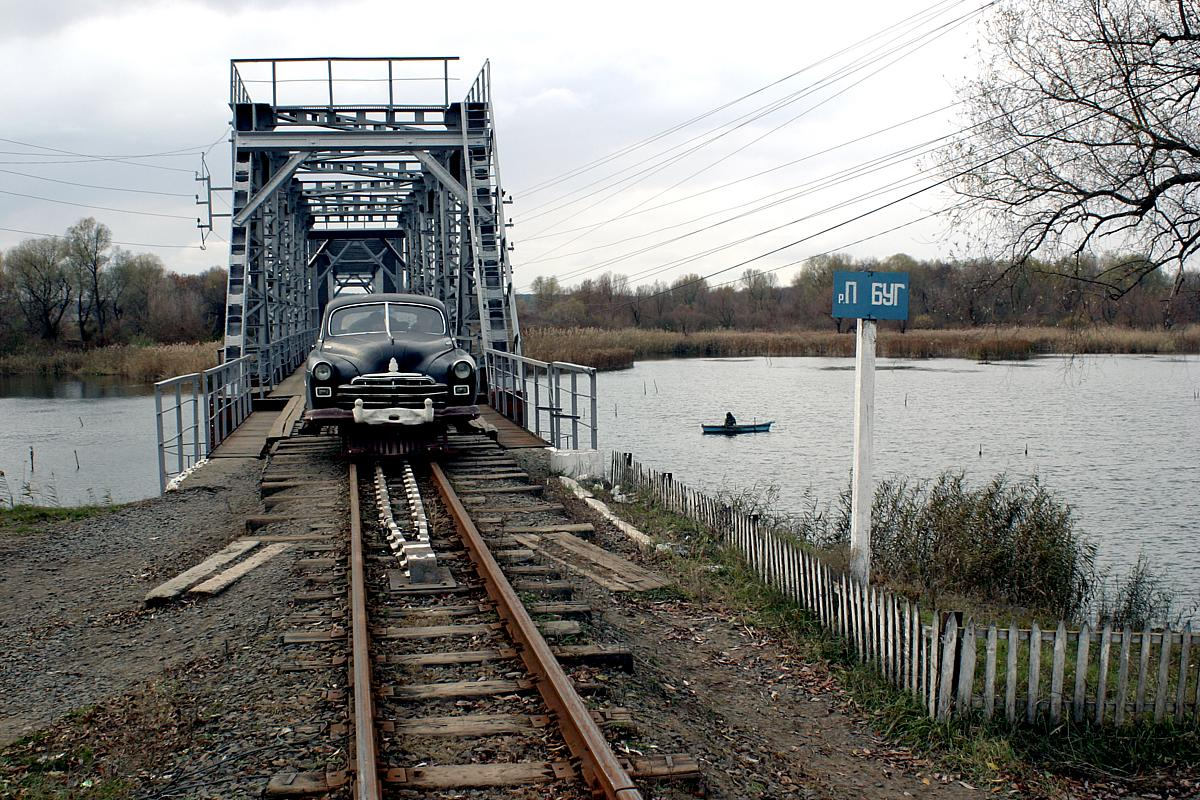
ハイヴォロン付近で南ブーフ川を渡る750 mmの狭軌路線